# Lorca
Lorca es una ciudad y municipio español perteneciente a la Región de Murcia, situada en la comarca del Alto Guadalentín, en el sureste de la península ibérica. Es la tercera población en importancia de la Región de Murcia tras Murcia y Cartagena, con 98 334 habitantes (INE 2024); de ellos, 63 587 habitantes correspondían al casco urbano en 2024 y el resto a sus numerosas pedanías, distribuidas a lo largo y ancho de los 1675 km² de término municipal, el segundo más extenso de España tras el de Cáceres, y que cuenta con una densidad poblacional de 58,6 habitantes por km².
Lorca es conocida por su castillo, su arquitectura barroca y sus procesiones de Semana Santa, declaradas fiesta de interés turístico internacional.
Gracias a su denso patrimonio heráldico es también llamada «la ciudad de los cien escudos», nombre que le otorgó el antiguo alcalde José Antonio Gallego, mientras que de su nombre original (Eliocroca) toma el título de ciudad del sol. Su casco antiguo y el recinto del castillo, fueron declarados conjunto histórico-artístico el 5 de marzo de 1964, siendo el primero de la Región de Murcia con esta distinción.

## Toponimia
Son numerosas las leyendas que narran el origen de Lorca. La mayoría tienen un carácter mitológico. Según el cronista sefardí Rodrigo Méndez Silva (1649), un príncipe troyano llamado Elio, junto a un personaje griego llamado Crota, fueron los fundadores de Eliocroca, que así se llamó Lorca en la época romana. El Padre Pedro Morote, por otra parte, otorga la fundación de Lorca al príncipe troyano Elio-Urzues, navegante por el Mare Nostrum. Espinalt escribió en 1778 que «en el año 4018 de la creación del mundo», un príncipe troyano llamado Elio fundó una ciudad a la que llamó Ilorci. También se pensó en una combinación de los vocablos Helios (sol) y Kraton (gobierno) para formar la denominación de Eliocroca (ciudad gobernada por el Sol).
Sin duda la denominación actual de Lorca procede de época árabe, cuando la medina era conocida como Lurqa, término que ya aparece reflejado en el Pacto de Teodomiro, firmado en el año 713. El significado de esta denominación sería 'la batalla', probablemente porque fuera en esta ciudad donde se produjera el enfrentamiento entre las tropas cristianas de Teodomiro y las fuerzas árabes que invadieron la península ibérica en el siglo VIII.

## Símbolos

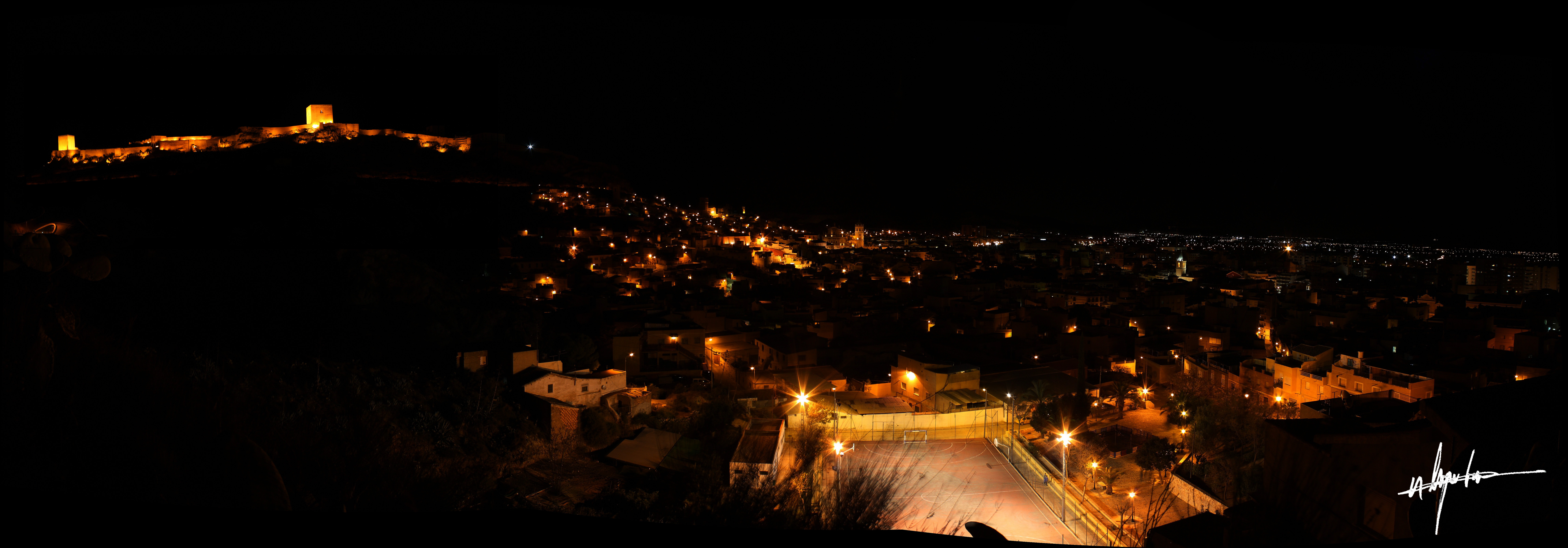
Panorámica nocturna de los barrios altos de Lorca con el castillo al fondo

Los símbolos de la ciudad de Lorca son su escudo, su bandera y su himno.

### Escudo
En campo de azur, en el escudo aparece un castillo, que hace referencia al castillo de Lorca. Encima de este la figura del rey Alfonso X el Sabio armada con una espada en la mano derecha, simbolizando el medio de defensa de la ciudad ante los enemigos y en la izquierda sosteniendo la llave de la ciudad, ambas de oro. A la derecha del castillo hay en vertical una espada, de oro, y a la izquierda también en vertical una llave, asimismo de oro. Encima del escudo aparece una corona. Alrededor del escudo aparece el lema de la ciudad en latín:

Lorca solum gratum, castrum super astra locatum, ensis minans pravis, regni tutissima clavis

'Lorca, de suelo grato y castillos encumbrados, espada contra malvados y del Reino segura llave'

A finales de 2008, el ayuntamiento renovó su imagen corporativa con un rediseño del escudo oficial donde aparece este lema en el fondo. La nueva imagen es utilizada en los documentos internos y de comunicación externa del consistorio. Se sustituyó así la anterior imagen que tenía 15 años y que consistía en la silueta del edificio del ayuntamiento.

### Bandera
La bandera de Lorca la forma el escudo de la ciudad en el centro, con la figura del Rey Alfonso X el Sabio con la llave de la ciudad y la espada de la conquista de la Muy noble y leal ciudad de Lorca sobre un fondo color rojo carmesí.

### Himno
El himno oficial de la ciudad es, desde el año 1994, la Marcha de Ministriles y el Toque de Cabildo.

## Geografía

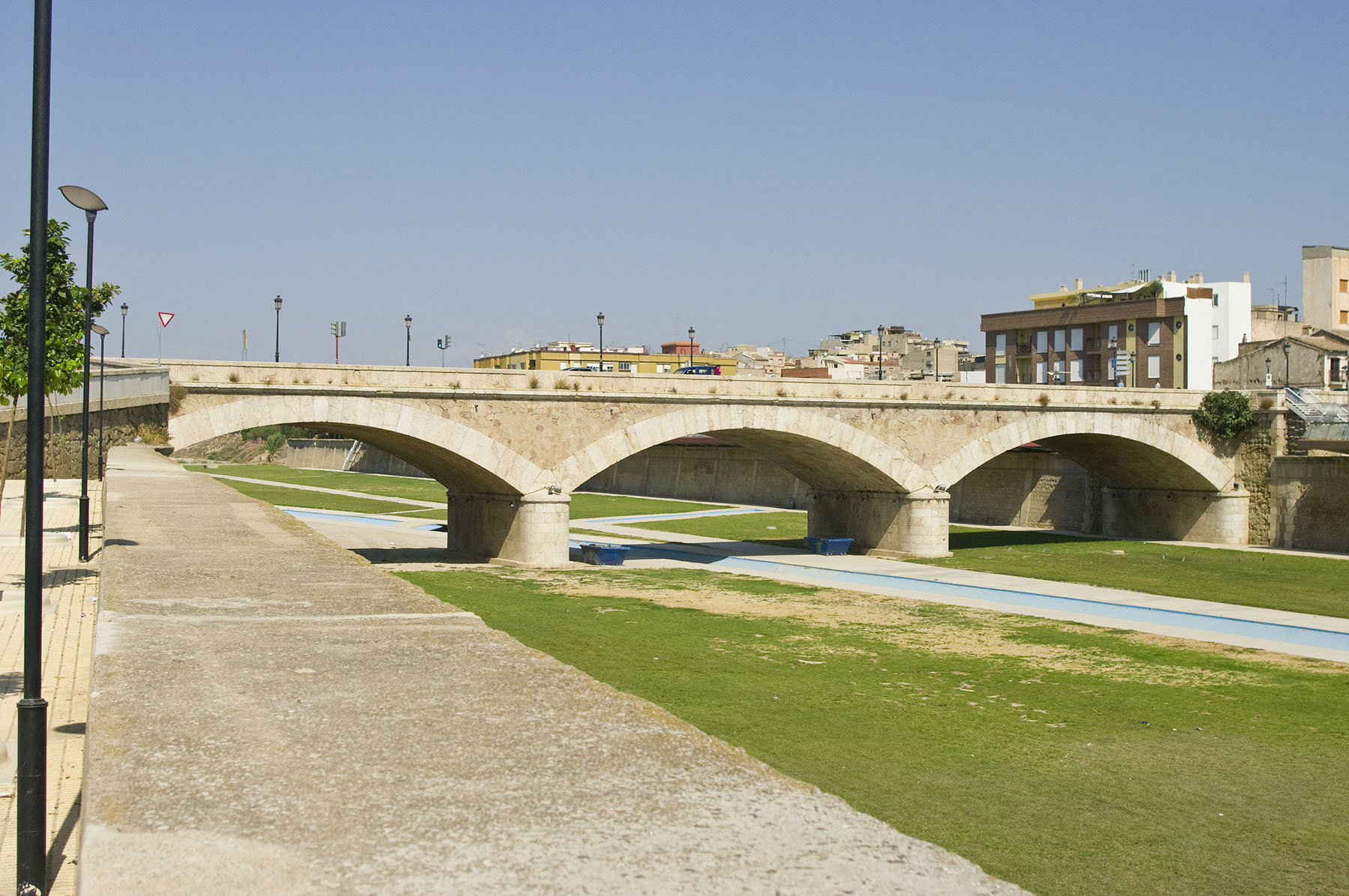
Cauce del río Guadalentín a su paso por la ciudad

Lorca está ubicada en la parte suroccidental de la Región de Murcia, en la comarca denominada Alto Guadalentín, a 70 kilómetros de la capital provincial. Su término municipal se divide en 38 pedanías. Algunas de ellas se encuentran a más de 40 kilómetros de distancia del casco urbano, siendo el segundo municipio más extenso de España (1675 km²), después de Cáceres.
La enorme extensión del término municipal de Lorca, ubicado en un área geológicamente muy compleja en el extremo oriental de las cordilleras Béticas, permite diferenciar hasta tres zonas morfológicas.
1. Los arcos montañosos de la zona norte del municipio, donde se localizan las mayores altitudes de la comarca, que alcanzan los 1200-1500 metros. Estos arcos montañosos incluyen, de oeste a este, la sierra del Gigante (1493 m), la sierra del Pericay (1369 m), la sierra del Almírez (1128 m), la sierra del Madroño (1287 m) y el macizo de las sierras del Cambrón (1506 m) y Ponce (1529 m). Estos relieves están separados por pequeñas depresiones interiores rellenadas, aprovechadas para el cultivo de secano, donde se localiza la red hidrográfica de la cabecera del río Guadalentín, formada por numerosas ramblas y afluentes como el río Luchena o el río Turrilla.
2. El valle del Guadalentín en la zona central. Se trata de una fosa tectónica drenada por el río del mismo nombre y que trasciende los límites municipales de Lorca, discurriendo entre el límite con la provincia de Almería hasta su desembocadura en el río Segura. Sus terrenos tienen gran fertilidad al ser sedimentos depositados en las crecidas y avenidas del río y ramblas adyacentes; sobre ellos se ha instalado la huerta de Lorca. Flanqueando a este valle se encuentran las sierras litorales al sur (sierra de la Carrasquilla; 598 metros, sierra de Almenara; 879 metros), la sierra de la Torrecilla (incluye la sierra de Peña Rubia: 1069 m) al oeste y la sierra de la Tercia (970 m) al norte.
3. El sector litoral. Se extiende desde las sierras litorales a la costa, abrupta y acantilada pero jalonada de algunas calas naturales, abiertas al mar, en la zona más meridional del término municipal.

El casco urbano de Lorca se sitúa a los pies del monte del castillo, también llamada sierra del Caño, estribación perteneciente a la sierra de la Peña Rubia, justo en el punto en el que el río Guadalentín hace su entrada en el valle del mismo nombre, también llamada depresión prelitoral murciana. El cauce fluvial divide a la ciudad.
La altitud oscila entre los 1529 metros del Morrón del Ribazuelo (sierra de Ponce) y el nivel del mar en la costa. El núcleo urbano se alza a 353 metros sobre el nivel del mar.
| Noroeste: Vélez-Blanco (Almería)                                     | Norte: Caravaca de la Cruz y Cehegín | Noreste: Mula        |
| Oeste: Vélez-Rubio (Almería)                                         |                                      | Este: Aledo y Totana |
| Suroeste Puerto Lumbreras, Huércal-Overa (Almería) y Pulpí (Almería) | Sur: Águilas y Mar Mediterráneo      | Sureste: Mazarrón    |

### Clima
Lorca tiene un clima semiárido propio del sureste peninsular. Las características de este clima se deben a la situación del municipio en el sureste, a la que no llegan las borrascas atlánticas. Los frentes húmedos del oeste descargan el agua al chocar con las cordilleras Béticas, las cuales separan la zona de Lorca de la depresión del Guadalquivir, por la que penetran los vientos húmedos del Atlántico. Las precipitaciones se suelen producir de forma torrencial, cayendo en su mayor parte en unos pocos días de otoño o primavera, con veranos muy secos. Aun así se producen importantes diferencias pluviométricas según la zona del municipio en cuestión, dada su amplitud y compleja orografía, siendo mayor el registro en las zonas serranas del noroeste y noreste del término y en las pedanías altas que en el valle del Guadalentín propiamente dicho y las sierras prelitorales y zona costera, donde las lluvias son sensiblemente menores.
El predominio de días soleados durante el año hace de Lorca la Ciudad del Sol. En general, se disfruta de un clima cálido, con una temperatura media anual de entre 17 y 18 °C. Los inviernos suelen ser suaves, con temperaturas medias no inferiores a 10 °C (siendo inferiores en las zonas serranas mencionadas y en las pedanías altas). Los veranos son calurosos; los 34 °C de temperatura máxima en julio y agosto es lo corriente, alcanzándose, a veces, más de 40 °C.
| Valores climatológicos medios en Lorca | Valores climatológicos medios en Lorca | Valores climatológicos medios en Lorca | Valores climatológicos medios en Lorca | Valores climatológicos medios en Lorca | Valores climatológicos medios en Lorca | Valores climatológicos medios en Lorca | Valores climatológicos medios en Lorca | Valores climatológicos medios en Lorca | Valores climatológicos medios en Lorca | Valores climatológicos medios en Lorca | Valores climatológicos medios en Lorca | Valores climatológicos medios en Lorca | Valores climatológicos medios en Lorca |
| Clima                                  | Ene                                    | Feb                                    | Mar                                    | Abr                                    | May                                    | Jun                                    | Jul                                    | Ago                                    | Sep                                    | Oct                                    | Nov                                    | Dic                                    | MEDIA                                  |
| -------------------------------------- | -------------------------------------- | -------------------------------------- | -------------------------------------- | -------------------------------------- | -------------------------------------- | -------------------------------------- | -------------------------------------- | -------------------------------------- | -------------------------------------- | -------------------------------------- | -------------------------------------- | -------------------------------------- | -------------------------------------- |
| Temperatura media (°C)                 | 10,0                                   | 11,1                                   | 13,4                                   | 15,8                                   | 19,6                                   | 23,8                                   | 26,7                                   | 27,0                                   | 23,1                                   | 18,8                                   | 13,7                                   | 10,8                                   | 17,8                                   |
| Precipitación media (mm)               | 16,1                                   | 15,8                                   | 22,3                                   | 21,7                                   | 19,7                                   | 11,9                                   | 1,4                                    | 8,9                                    | 29,9                                   | 24,3                                   | 24,6                                   | 19,8                                   | 216,4                                  |

### Playas de Lorca
|                                 | Paraje natural protegido    |
| Puesto de la Cruz Roja Española | Puesto de socorrista        |
| Catalogada con bandera azul     | Catalogada con bandera azul |

Las playas de Lorca se encuentran situadas en las pedanías costeras de Ramonete y Garrobillo.

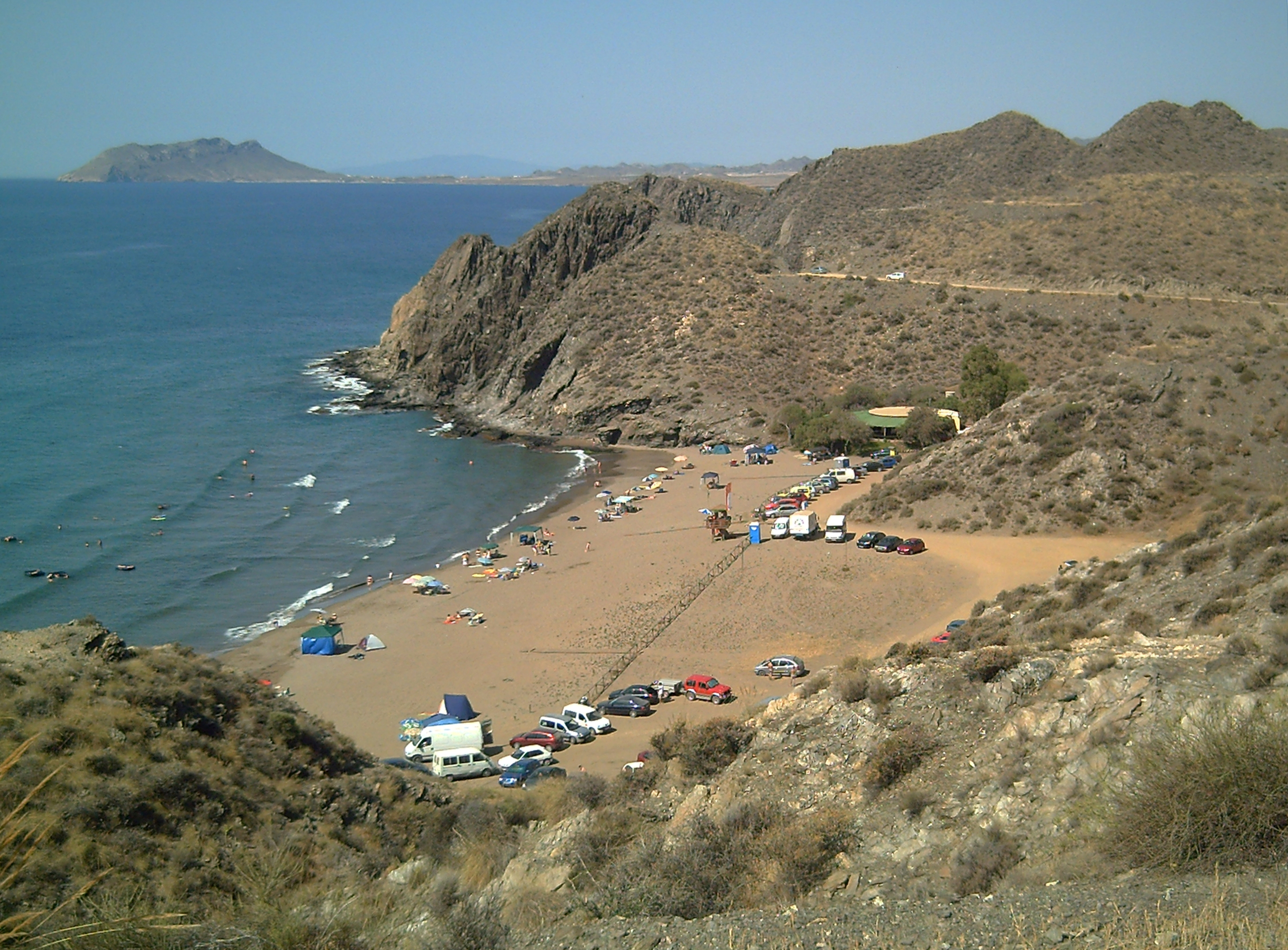
Playa de Calnegre

- Playa Puntas de Calnegre
- Playa Calnegre
- Playa Baño de las Mujeres
- Playa de San Pedro
- Playa del Ciscar
- Cala Honda
- Playa Cuartel del Ciscar
- Playa Junquera
- Cala de la Gruta
- Cala Leña
- Playa de Los Hierros
- Cala Blanca

### Naturaleza

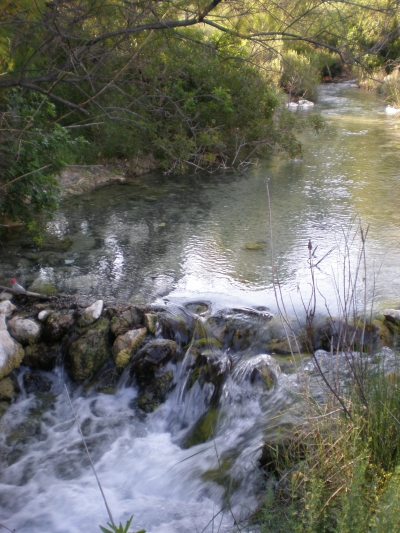
Proximidades del nacimiento del río Luchena, en las pedanías altas

El municipio de Lorca dispone de diversos espacios naturales, algunos de ellos protegidos. En la zona norte destacan el macizo de las sierras del Cambrón y Ponce (máxima altura del municipio con 1529 m s. n. m., declarado ZEPA), la sierra del Gigante y las Lomas del Buitre-Río Luchena, declarados ZEPA y LIC. En estos espacios abundan el pino carrasco, la carrasca, el piorno, el enebro, las jaras y diversas especies de tomillo, con arces, quejigos y mostajos en las zonas más elevadas de la sierra del Cambrón. Dentro de la fauna destaca el jabalí, la cabra montesa, el búho real, el águila perdicera, el halcón peregrino, con presencia de buitre leonado en la zona del Gigante, Culebrina y los cañones del Luchena, así como el reciente regreso del buitre negro.
En la zona central se encuentra la sierra de la Torrecilla, también declarada ZEPA y LIC, la sierra de la Tercia (LIC) y la sierra de Enmedio (LIC), con presencia de águila perdicera, halcón pelegrino o la tortuga mora, así como una vegetación característica de espartizal y grupos aislados de pino carrasco, acebuches y carrascas, situados sobre todo en el tercio medio y superior de las sierras. Además, hay lentiscos, coscojas, enebros de porte arbóreo y matorrales, mayoritariamente tomillares. Vegetación y fauna semejante a la de las sierras prelitorales, donde destaca la sierra de la Almenara (declarada ZEPA y LIC).
En el espacio de costa que dispone el término municipal se encuentra el parque regional de Cabo Cope y Puntas de Calnegre, compartido con el municipio de Águilas, uno de los tramos de costa virgen más interesantes del Mediterráneo español.

## Historia
A raíz de los resultados de las excavaciones arqueológicas que se han realizado, se sabe que Lorca ha estado poblada ininterrumpidamente desde el Neolítico Final, hace más de 5500 años.
El temprano poblamiento permanente del valle del Guadalentín se debió principalmente a la presencia de fuentes de agua, recursos minerales, y sobre todo a que dicho valle constituye la vía de comunicación natural entre Levante y Andalucía Oriental.
Dentro del valle del Guadalentín el cerro de Lorca ocupa un lugar privilegiado, pues su orografía facilitaba enormemente la defensa, y su preponderancia en altura otorgaba un control absoluto sobre lo que ocurría en el valle.
Estos factores aceleraron el asentamiento en Lorca desde tiempos tan remotos, y se manifiesta en los abundantes restos arqueológicos que en la actualidad se documentan en Lorca, que se ha convertido en el municipio con más yacimientos arqueológicos localizados en la Región de Murcia.

### Edad del Bronce

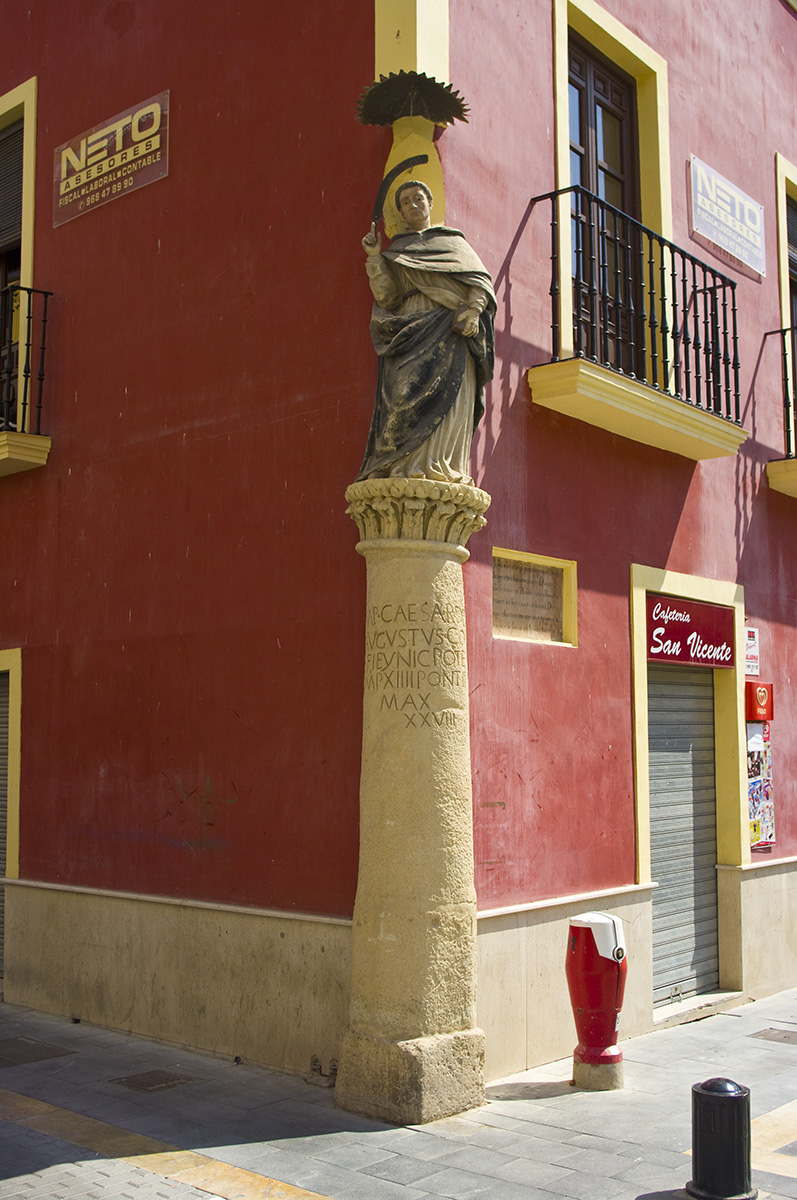
Columna miliaria de la vía Augusta en el casco antiguo de Lorca

En el cerro del Castillo y bajo el casco urbano está documentada la existencia de restos de una población de la cultura de El Argar. Junto a estos vestigios hay repartidos por el término municipal importantes evidencias de poblamientos de la cultura argárica de carácter rural, como los poblados de Los Cipreses, cerro de Las Viñas en Coy o El Rincón de Almendricos.

### Edad Antigua
Ya en el periodo romano encontramos el asentamiento denominado Eliocroca, recogido en el Itinerario de Antonino y situado en plena Vía Augusta. En el Bajo Imperio la actual Lorca se convertirá en una población de la Cartaginense, un asentamiento agrícola en el que predominarán las villae. Con la romanización, Eliocroca fue sufriendo una progresiva cristianización, y ya en el año 301 dos representantes de la diócesis lorquina acudieron al Concilio de Elvira, en Granada.

### Edad Media

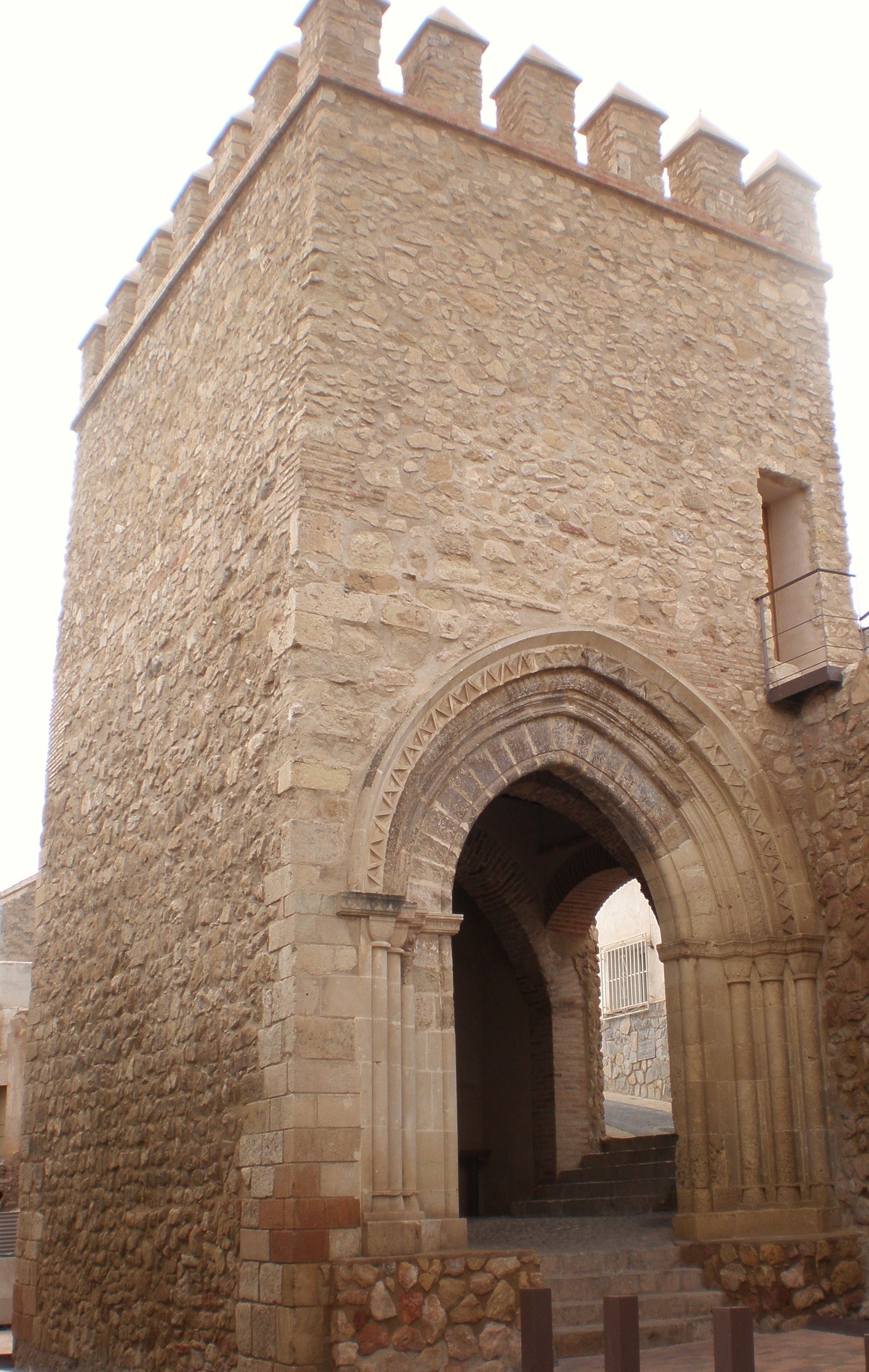
Porche de San Antonio

De la Lorca visigoda apenas tenemos noticias. En el 713 se firma el Pacto de Teodomiro (Tudmir), donde se incluye Lurqa, por el que la población pasa a integrarse en la cora de Tudmir, junto con otras seis ciudades. En las décadas de transición entre los siglos VIII y IX, Lorca desplazó a Orihuela como capital de la cora, ante su localización en la ruta hacia el sur y por la abundancia de asentamientos árabes en todo el valle del Guadalentín, los cuales habían transformado a esta comarca en un territorio fuertemente islamizado frente al resto de Tudmir. Situación que se mantendrá hasta la reorganización del estado musulmán llevada a cabo por Abd al-Rahman II, que convirtió a Murcia en nueva capital administrativa de la zona, aunque Lorca mantendrá su primacía como centro económico hasta el siglo X.
Tras la desmembración del califato y la formación de los reinos de Taifas, la Taifa de Lorca sería una de las que aparecieron durante esta primera etapa, pasando posteriormente a depender de la Taifa de Murcia.
El Tratado de Alcaraz de 1243 estableció el protectorado de la Corona de Castilla sobre la Taifa de Murcia «... con la cibdad de Murcia e todos sus castillos que son desde Alicante fasta Lorca e fasta Chinchilla...», siendo rey de Castilla y León Fernando III. Su hijo y heredero, el infante Alfonso, futuro Alfonso X el Sabio, conquistará Lorca en 1244 (la torre del homenaje de la fortaleza de Lorca se llama Alfonsina en honor al rey castellano) ya que las élites musulmanas lorquinas no aceptaron las capitulaciones de Alcaraz, aunque tras el asedio del infante firmaron un acuerdo que replicaba el anterior, cediendo el castillo a los castellanos. En aquel momento, la ciudad continuará, como en época árabe, su papel de cabeza de una rica comarca agrícola y de importante actividad artesanal, pero la frontera frente a los territorios nazaríes situados al occidente de Lorca dificultará el desarrollo económico.
Durante la Baja Edad Media, Lorca fue una peligrosa ciudad fronteriza, punta de lanza del cristiano Reino de Murcia (perteneciente a la Corona castellana) frente al Reino nazarí de Granada. Así, Lorca va a ser la llave del reino (algo que quedó reflejado en su lema y escudo), punto de defensa y base de partida para incursiones a territorio enemigo. Será la batalla de Los Alporchones, en 1452, la que dé fin a los enfrentamientos en la frontera lorquina durante el reinado de Juan II, quien diez años antes concedió a Lorca el título de noble ciudad.

### El Renacimiento

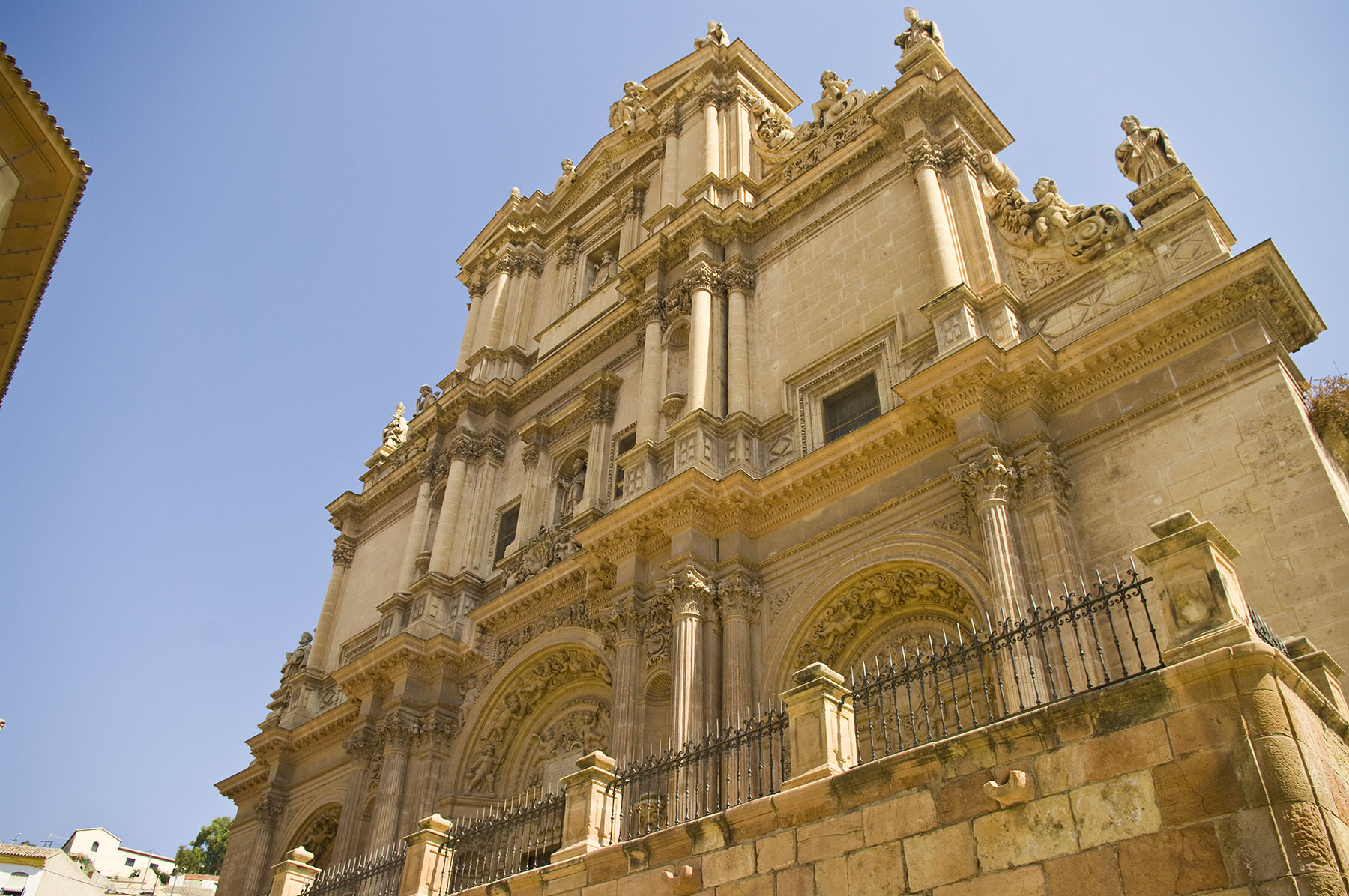
Colegiata de San Patricio

Concluida la guerra de Granada y desaparecido el peligro musulmán, la ciudad cambia de fisonomía saliendo de sus murallas y expandiéndose hacia el valle; se llevaron a cabo reformas urbanísticas, se desarrolló el comercio y la explotación del campo de forma continuada. Las numerosas obras públicas que se efectuaron atrajeron a obreros y canteros de otros lugares, produciéndose una considerable corriente de inmigración que aumentó la población hasta los 8000 habitantes, siendo la segunda ciudad más poblada del Reino de Murcia.
Entre las nuevas construcciones destaca la Colegiata de San Patricio, erigida en 1553, que será el centro religioso de la ciudad, pero también numerosos conventos como los de la Merced, Santo Domingo y San Francisco.

### Tiempos difíciles
Con el siglo XVII, Lorca se va configurando como una urbe moderna, pero no descuida sus posiciones defensivas, sobre todo en la costa, ya que el peligro turco y berberisco amenazaba continuamente el litoral, sembrando la desolación y cautivando a los habitantes de la zona.
Este siglo será testigo de la expulsión de los moriscos, la epidemia de peste, en la que murió la mitad de la población, y las sequías y las plagas de langosta. Pese a ello, a partir de 1660 se inicia un despegue espectacular y asistimos a su recuperación. Muestra de ello es la construcción de nuevos edificios entre los que destaca el Palacio de Guevara.

### Hacia la modernidad
El siglo XVIII tiene una importancia vital para la ciudad, al ser una de las comarcas favorecidas por el reformismo borbónico. Lorca se configura como una ciudad moderna, perdiendo sus caracteres medievales. La población crece, se extiende y se instala en los barrios periféricos de San Cristóbal y San José. La muralla desaparece, lo que es indicativo de mayor seguridad. El comercio de la barrilla hace que se instalen en Lorca y en el puerto de Águilas importantes casas de comercio, lo que desarrollará la burocracia y el funcionariado, y un buen número de obras públicas, convirtiéndose la ciudad en refugio de pintores, escultores y grabadores que despliegan en ella su actividad artística.

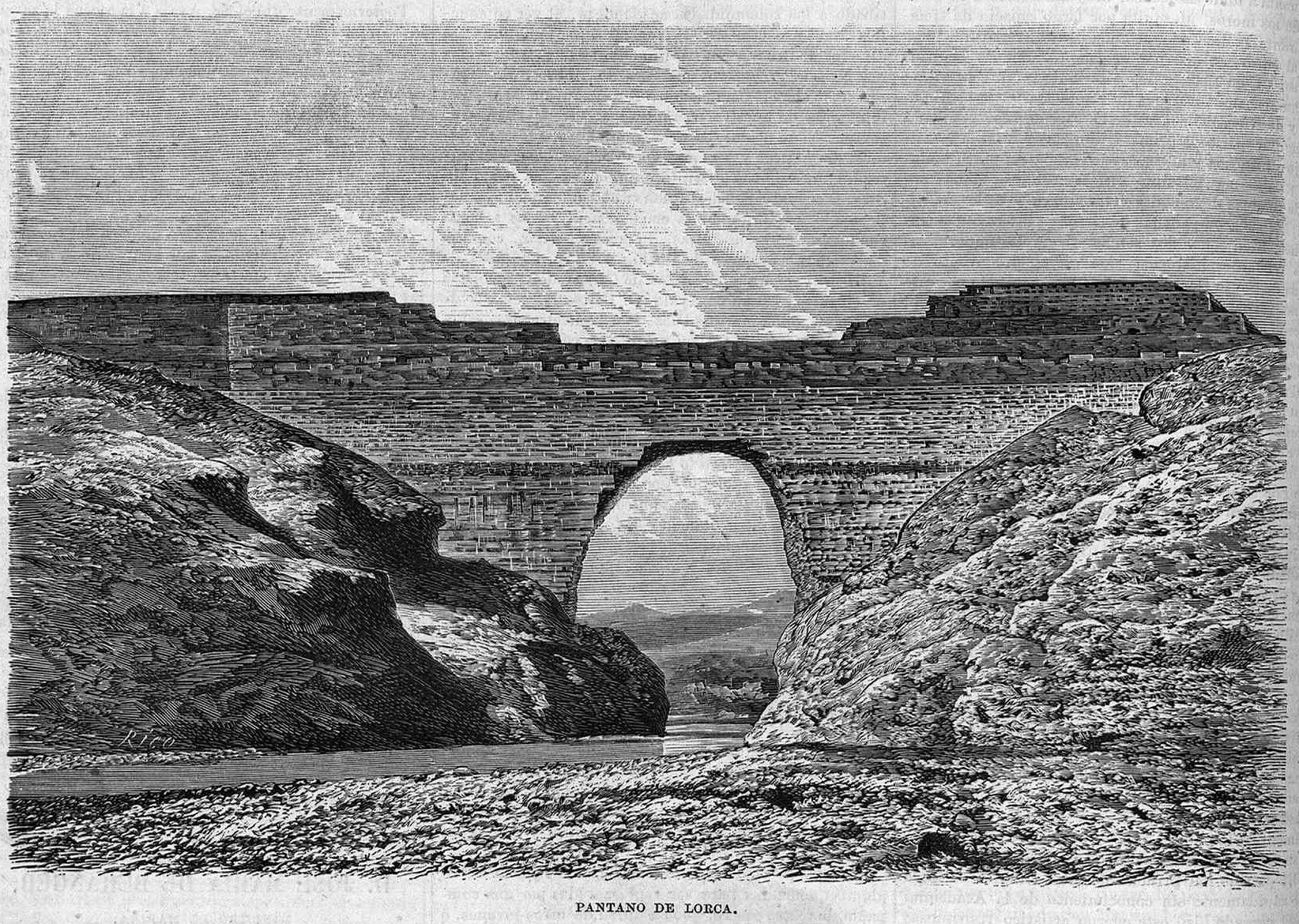
Grabado del pantano de Puentes tras su rotura, en 1870

A comienzos del siglo XIX contará con un modelo socioeconómico que será el de una comunidad preindustrial caracterizada por el predominio del sector primario y el fuerte aumento de la población. Pero la rotura del pantano de Puentes el 30 de abril de 1802 (destruyendo la parte baja de la ciudad, la llamada Puerta de San Ginés y casi todo el arrabal de San Cristóbal), la guerra de la Independencia y las epidemias de fiebre amarilla, así como las pertinaces sequías en tiempos de la regencia de Espartero, trajeron consigo el hambre y la emigración de más de doce mil personas. Además, la desaparición del comercio de la barrilla privó a la comarca de uno de sus más saneados ingresos.
En este siglo el término municipal de Lorca va a sufrir considerables variaciones: si al comienzo de la centuria engloba los municipios de Águilas, Puerto-Lumbreras y parte del de Mazarrón, al concluir el siglo se configura con la misma extensión que posee en la actualidad. En 1865 llegará a Lorca la primera máquina de vapor, reflejo del desarrollo industrial que experimentó la ciudad.

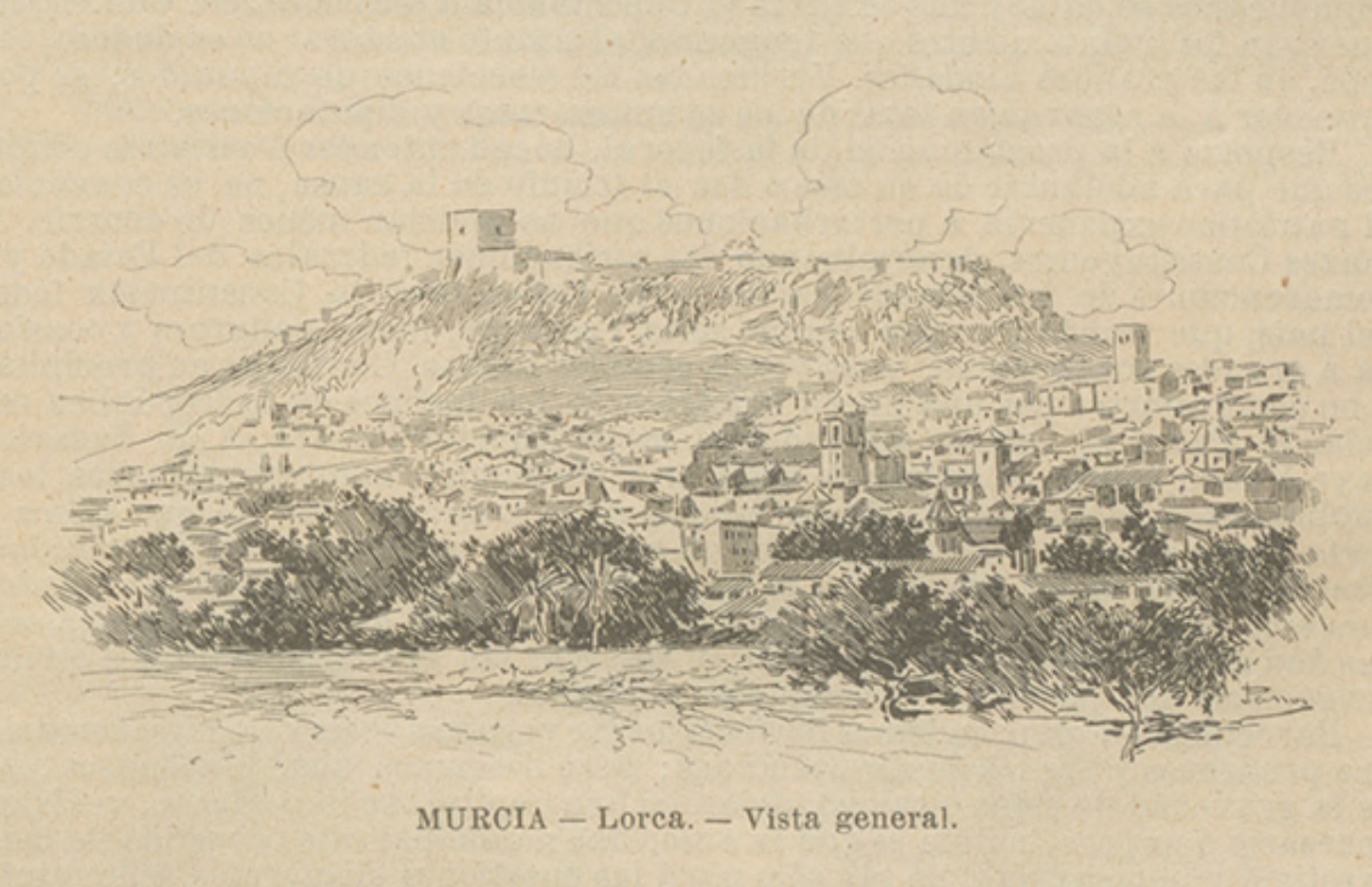
Vista general de Lorca en Historia de España en el

Otro hecho relevante de estos años fue la llegada del ferrocarril, que permitirá la conexión de Lorca con otras regiones españolas a través de este medio de comunicación. En 1885 se inauguró la línea Alcantarilla-Lorca, seguida por la conexión con Almendricos y Águilas cinco años más tarde y la línea Lorca-Baza en 1894. Todas ellas van a suponer la integración de la comarca en el mercado nacional, posibilitando el movimiento de los minerales de los yacimientos litorales y de las minas de azufre y manganeso del interior. Durante muchos años Lorca llegó a tener dos estaciones de ferrocarril, San Diego y Sutullena, que en realidad pertenecían a dos compañías distintas. La de San Diego era la terminal de la línea Alcantarilla-Lorca mientras que la de Sutullena era la cabecera del ferrocarril de Lorca a Baza y Águilas. Dentro del término municipal existía otra estación, la de Almendricos, que constituía un nudo ferroviario donde se bifurcaban las líneas Lorca-Baza y Almendricos-Águilas.
La Restauración lleva aparejada un periodo de prosperidad y de calma política; la ciudad se embellecerá con las glorietas de San Vicente, del Teatro y Colón, con la construcción del Teatro Guerra en 1861, del Casino Artístico y Literario en 1885, y de la plaza de toros en 1892.

### ElsigloXX
A comienzos de siglo XX la intensa explotación de los yacimientos mineros de la zona litoral que vino a reforzar la vida económica de la comarca entraría en franca decadencia, algo que a partir de 1920 sería ya irreversible, con un brusco descenso poblacional. La guerra civil va a traer consigo paradójicamente el inicio de la recuperación demográfica, aunque desde 1950 se producirá un estancamiento como consecuencia de la emigración a otras zonas del país.
El 19 de octubre de 1973, Lorca, junto con Puerto Lumbreras, sufrió unas terribles inundaciones que provocaron más de 50 muertos. Tras esta riada se inauguró el hospital comarcal Santa Rosa de Lima, que se cerraría tras la inauguración en el año 1990 del nuevo Hospital Comarcal Rafael Méndez.
A partir de la década de 1980 y sobre todo de la de 1990, Lorca ha vivido una gran expansión: los curtidos, la alfarería, el cemento, las chacinerías y sobre todo la agricultura industrial constituyen las principales actividades económicas del municipio, a las que están adscritas un importante porcentaje de la población.
El siglo XX ha significado para Lorca, en definitiva, el progreso, el despegue tecnológico, el cambio lento y paulatino de las estructuras sociales, la especialización de los sectores productivos, etc.

### El último siglo

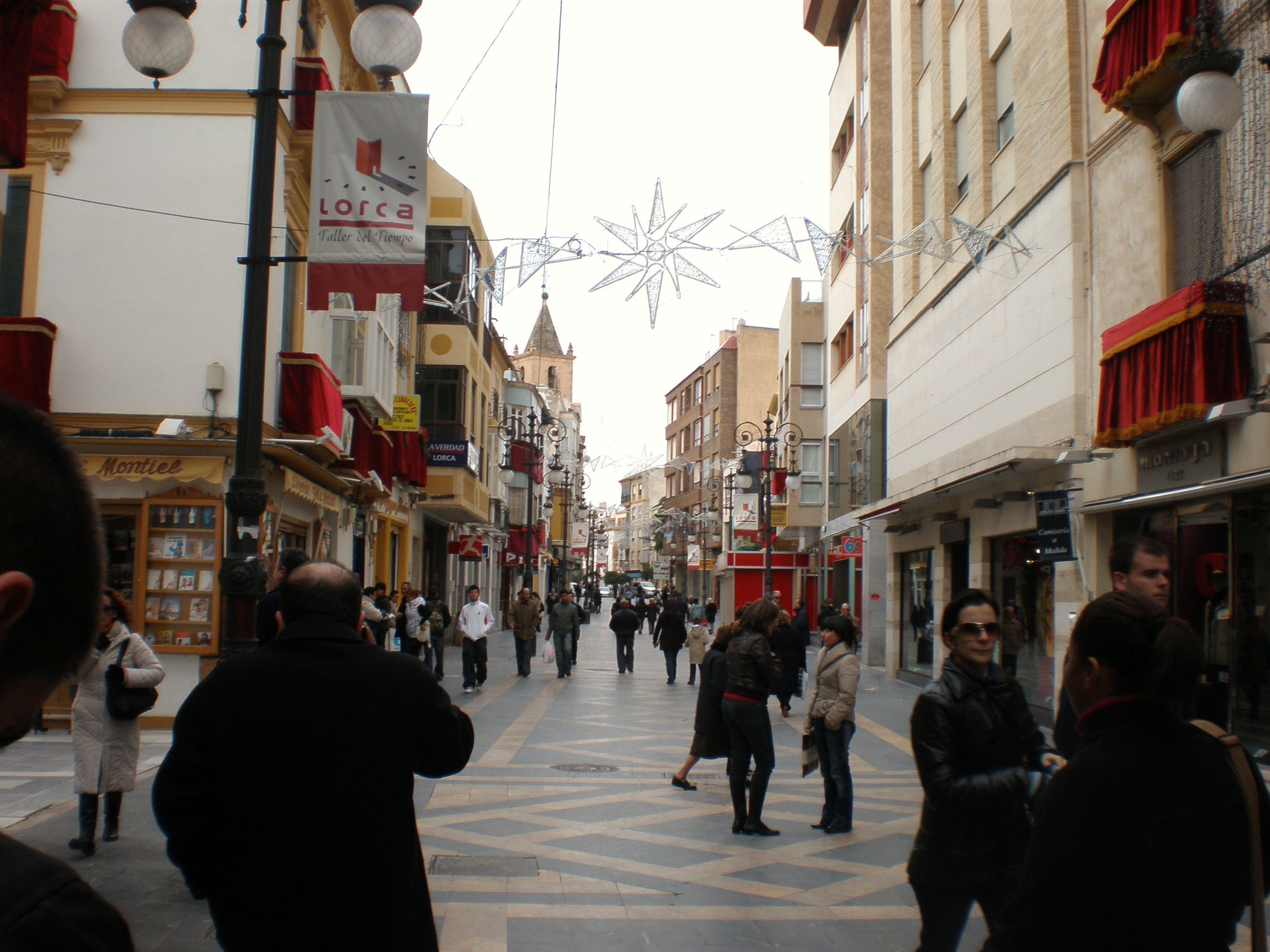
Calle de la Corredera en 2009

El 29 de enero de 2005 se produjo un terremoto de 4,6 grados en la escala de Richter con epicentro en las pedanías de La Paca (1068 habitantes en 2005) y Zarcilla de Ramos (1077 habitantes en 2005), que provocaron diversos daños materiales, sobre todo en la estructura de diversos edificios, tanto en las ya citadas pedanías como en Avilés, Coy, Doña Inés, Don Gonzalo, El Pardo, La Canaleja y Zarzadilla de Totana. En estos últimos años la ciudad de Lorca crece y se expande comenzando a rozar los 90 000 habitantes. También se restauran y ponen en valor monumentos como el Huerto Ruano o el Porche de San Antonio ya en el año 2007.
En 2008 el Consejo de Europa distinguió a la ciudad con el Diploma de Honor de los Premios Europa, que se concede anualmente.

#### Terremoto de 2011

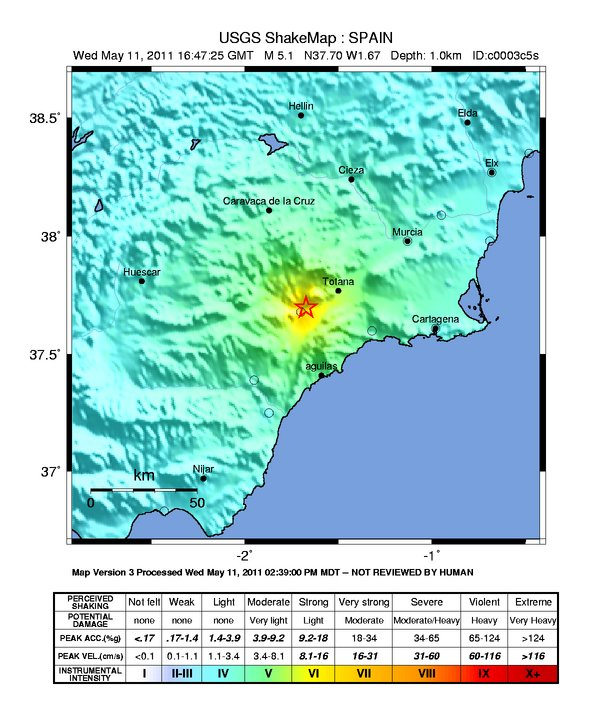
Mapa del terremoto de Lorca de 2011

El 11 de mayo de 2011 dos terremotos sacudieron Lorca, dejando nueve muertos y cerca de trescientos heridos. El primer seísmo, de magnitud 4,5, se produjo sobre las 17:05 horas y pudo sentirse en gran parte de la Región de Murcia como Cartagena, Águilas, Murcia, Mazarrón, Alhama de Murcia e incluso en numerosos municipios de Albacete, Jaén (incluida la capital y Andújar), Almería y Alicante.
Se calcula que el hipocentro del movimiento sísmico se situó a menos de 10 kilómetros de profundidad, bajo la pedanía lorquina de La Hoya, según declaró el alcalde de este municipio, Francisco Jódar, quien señaló que en el casco urbano se registraron caídas de losas, vigas, techos, paredes y cornisas. Tras este primer movimiento, el Centro de Coordinación de Emergencias (112) recibió cientos de llamadas.
Un segundo seísmo se registró a las 18:47 horas, en este caso de magnitud 5,2, a menos de 500 metros de profundidad. Diferentes edificios sufrieron daños, como el campanario de la iglesia de San Diego, el crucero principal de la iglesia de Santiago, el campanario de la iglesia de la Virgen de las Huertas y la torre del Espolón del histórico castillo, que se desplomaron de forma espectacular. La nueva caída de techos, cornisas y demás elementos de la construcción pudo ser la que provocó las víctimas mortales, así como el aplastamiento de numerosos vehículos. Este terremoto se sintió en todas las zonas colindantes a la Región de Murcia e incluso llegó hasta la Comunidad de Madrid.
Cerca de 10 000 personas fueron evacuadas, y unas 30 000 pasaron la noche en la calle. Fue el terremoto más destructor en España de los últimos 55 años. Se calcula que el 80 % de los edificios quedaron dañados en mayor o menor medida. Como consecuencia de los seísmos del 11 de mayo se llevó a cabo el derribo de 1164 viviendas y 45 almacenes hasta el mes de septiembre de 2011.

## Demografía
Lorca cuenta con una población de 98 334 habitantes (INE 2024). Es el tercer municipio con mayor número de habitantes de la Región después de Murcia y Cartagena.

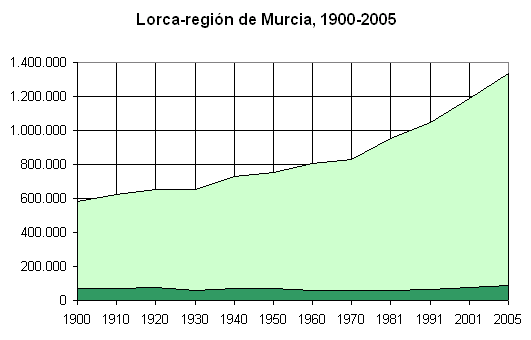
Comparativa de la evolución de Lorca (verde oscuro) con la de la región (verde claro)

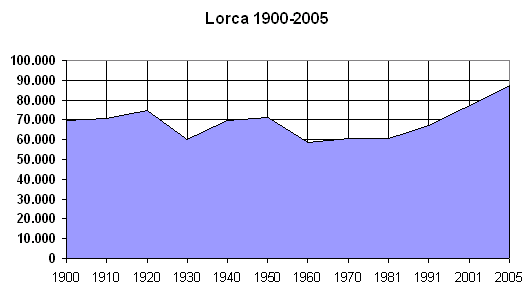
Evolución demográfica del municipio de Lorca por decenios hasta 2005. El descenso de los años sesenta se explica en parte por la segregación como municipio autónomo de Puerto Lumbreras (7080 habitantes, en esa fecha) y en parte por la emigración (5280 habitantes menos)

| Gráfica de evolución demográfica de Lorca entre 1842 y 2021 |
| |
| Población de derecho según los censos de población del INE Población de hecho según los censos de población del INEEn 1842 disminuye el término del municipio porque independiza a Huércal que, unido a Overa, forma en la provincia de Almería el municipio de Huércal-Overa En 1958 disminuye el término del municipio porque independiza a Puerto Lumbreras |

## Economía
Después de que durante siglos la propiedad de la tierra y el control del agua estuvieran en manos de unos pocos terratenientes y de diversas órdenes religiosas, Lorca inició una tímida recuperación económica en los años 1960.
Aún hoy, su economía se basa en gran parte en la agricultura (frutas y hortalizas como alcachofa, pimiento, brécol y lechuga), potenciadas en su vertiente más exportadora tras la llegada del Trasvase Tajo-Segura a finales de la década de 1970 y principios de la de 1980. En los últimos años, esta actividad ha atraído a numerosa población inmigrante procedente de Ecuador y Marruecos.
La ganadería porcina cuenta con una prolongada tradición, al igual que su transformación industrial derivada. Sin embargo es el sector servicios y de distribución el que ocupa al mayor segmento de población ya que Lorca sirve de importante centro comercial a otras localidades de la comarca y la vecina provincia de Almería. También queda alguna reminiscencia de la industria del curtido, textil y alfarería, que mantuvo la economía lorquina durante buena parte del siglo XX. La principal zona industrial de Lorca es el parque empresarial Saprelorca, que cuenta con numerosas empresas, entre las que destaca la metalúrgica turca Noksel; el complejo, cuenta con 200 empresas y 3000 empleos. También el polígono de Serrata, especializado en la industria química y del curtido; el polígono de La Hoya con empresas de carácter agroalimentario; y el polígono de Los Peñones con industrias ligeras y grandes centros comerciales. En la zona norte del municipio existen varias canteras de mármol en las sierras cercanas al pantano de Valdeinfierno.
Como hemos señalado anteriormente, Lorca es una ciudad comercial y de servicios. Existen más de 2000 establecimientos repartidos por toda la ciudad y dos centros comerciales y de ocio a las afueras. En el centro urbano se concentran franquicias y cadenas de tiendas de ámbito nacional e internacional. En este aspecto, Lorca es un referente comercial de primer orden en la Región de Murcia, extendiendo su área de influencia sobre un territorio superior a los 4000 km² por el suroeste de la región murciana, la zona oriental de Almería y el interior de la provincia de Granada. Por ello, el profesor Horacio Capel no dudó en calificarla como una capital subregional que da servicio a una comarca natural que cuenta con más de 250 000 habitantes. A ello se unen grandes equipamientos educativos (campus universitario), culturales y sanitarios.
En la actualidad las ciudades de Murcia, Cartagena y Lorca forma un triángulo sobre el que se vertebra el desarrollo económico y social de la Región de Murcia.

## Administración y política

### Gobierno municipal
La administración política de la ciudad se realiza a través de un ayuntamiento de gestión democrática cuyos componentes se eligen cada cuatro años por sufragio universal. El censo electoral está compuesto por todos los residentes empadronados en Lorca mayores de 18 años y nacionales de España y de los otros países miembros de la Unión Europea. Según lo dispuesto en la Ley del Régimen Electoral General, que establece el número de concejales elegibles en función de la población del municipio, la corporación municipal de Lorca está formada por 25 concejales.
Desde las elecciones municipales de 1979 y hasta las elecciones municipales de 2007, todos los alcaldes han pertenecido al Partido Socialista. A partir de 2007, la alcaldía perteneció al Partido Popular, hasta 2019, donde el PSOE la recuperó.
| Periodo   | Nombre                     | Partido | Partido                                               |
| --------- | -------------------------- | ------- | ----------------------------------------------------- |
| 1979-1983 | José López Fuentes         |         | Partido Socialista de la Región de Murcia (PSRM-PSOE) |
| 1983-1993 | José Antonio Gallego López |         | Partido Socialista de la Región de Murcia (PSRM-PSOE) |
| 1993-2006 | Miguel Navarro Molina      |         | Partido Socialista de la Región de Murcia (PSRM-PSOE) |
| 2006-2007 | Leoncio Collado Rodríguez  |         | Partido Socialista de la Región de Murcia (PSRM-PSOE) |
| 2007-2017 | Francisco Jódar Alonso     |         | Partido Popular (PP)                                  |
| 2017-2019 | Fulgencio Gil Jódar        |         | Partido Popular (PP)                                  |
| 2019-2023 | Diego José Mateos Molina   |         | Partido Socialista de la Región de Murcia (PSRM-PSOE) |
| 2023-act. | Fulgencio Gil Jódar        |         | Partido Popular (PP)                                  |

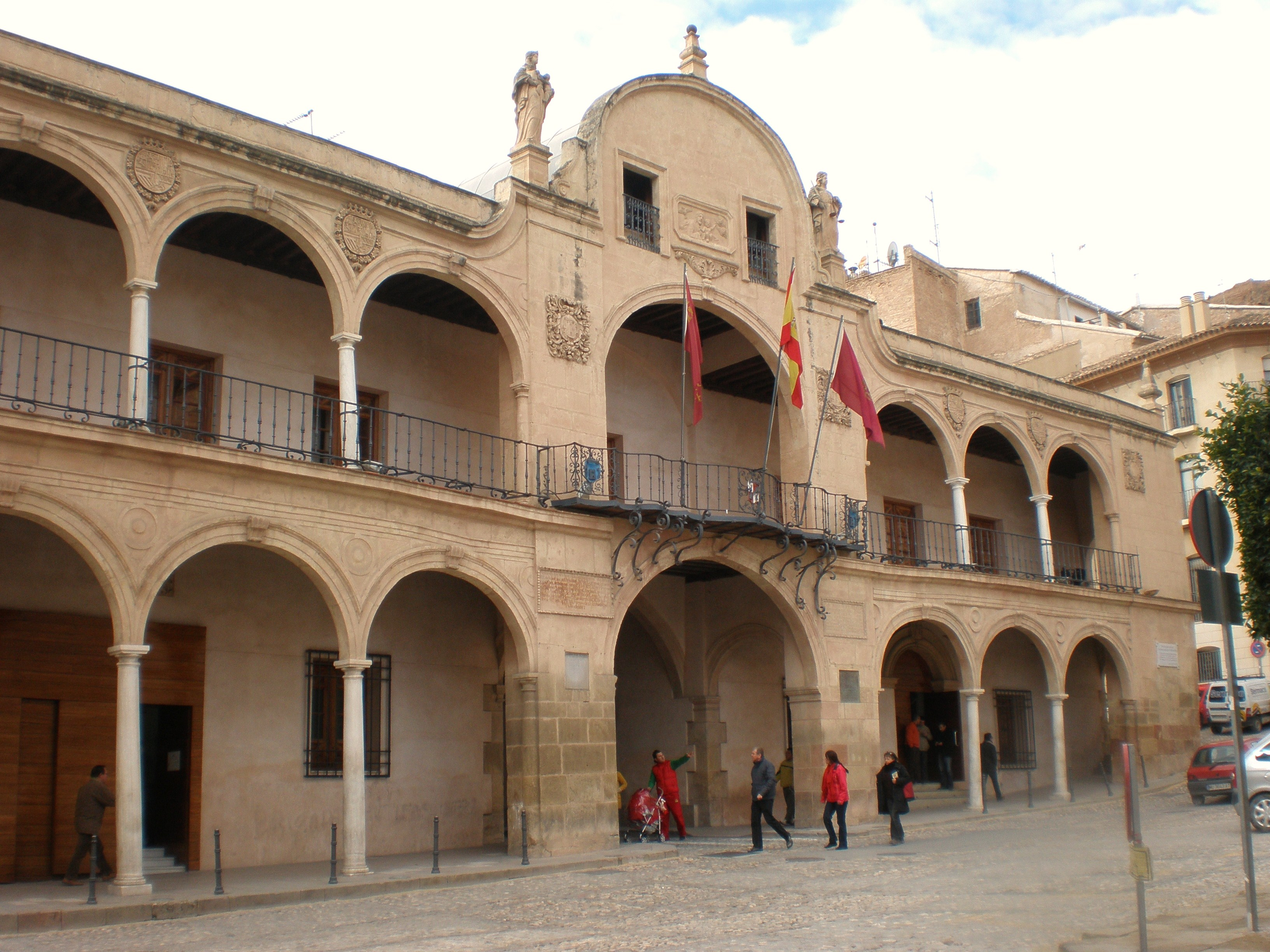
Ayuntamiento de Lorca

Desde la reinstauración de la democracia en España el partido más votado había sido el Partido Socialista, concretamente durante veintiocho años. Tras las elecciones municipales de 2007, la ciudad pasó a ser gobernada por el Partido Popular. Su alcalde Francisco Jódar estrenó mandato después de vencer en las elecciones a Leoncio Collado, anterior alcalde de Lorca, perteneciente al grupo socialista.
El 22 de mayo se celebraron las elecciones municipales de 2011, en las que Francisco Jódar revalidó la alcaldía de Lorca frente a Manuel Soler, que debutaba como cabeza de lista en la Agrupación Socialista lorquina. Estas elecciones se vieron afectadas por los terremotos que sacudieron la ciudad el 11 de mayo. Pese a la abstención que se esperaba debido al éxodo de lorquinos a las localidades vecinas por culpa de los seísmos, la participación solo cayó algo más de tres puntos respecto a 2007. En la campaña electoral de estas elecciones, el grupo municipal Izquierda Unida presentó un estudio que reflejaba que el ayuntamiento estaba en ese momento en una grave situación financiera.
En estas elecciones se presentaron por primera vez tres nuevos partidos políticos: Unión Progreso y Democracia (UPyD), Ciudadanos de Lorca (Ciudalor) y Centro Democrático Liberal (CDL) que no obtuvieron representación en el consistorio. De las tres, la primera repitió candidatura en las elecciones de 2015 y la segunda lo hizo como Ciudadanos (CS).
Sin embargo, tras las elecciones de 2019, el Partido Socialista recuperó la alcaldía de la mano de Diego José Mateos gracias a un acuerdo de gobierno con el concejal de Ciudadanos y el apoyo de Izquierda Unida-Los Verdes.
| Partido político                                      | 2023   | 2023  | 2023       | 2019   | 2019  | 2019       | 2015   | 2015  | 2015       | 2011   | 2011  | 2011       | 2007   | 2007  | 2007       |
| Partido político                                      | Votos  | %     | Concejales | Votos  | %     | Concejales | Votos  | %     | Concejales | Votos  | %     | Concejales | Votos  | %     | Concejales |
| Partido Popular (PP)                                  | 16 617 | 40,92 | 11         | 14 473 | 37,40 | 10         | 16 158 | 44,08 | 13         | 22 727 | 59,67 | 16         | 19 432 | 49,33 | 13         |
| Partido Socialista de la Región de Murcia (PSRM-PSOE) | 13 584 | 33,45 | 9          | 13 957 | 36,07 | 10         | 11 186 | 30,52 | 8          | 9703   | 25,48 | 7          | 15 256 | 38,73 | 10         |
| Vox                                                   | 6934   | 17,07 | 4          | 2920   | 7,54  | 2          | 275    | 0,75  | 0          | —      | —     | —          | —      | —     | —          |
| Izquierda Unida (IU)                                  | 2171   | 5,34  | 1          | 2953   | 7,63  | 2          | 4711   | 12,85 | 3          | 3500   | 9,19  | 2          | 4134   | 10,50 | 2          |
| Ciudadanos (CS)                                       | 333    | 0,82  | 0          | 2097   | 5,41  | 1          | 2220   | 6,06  | 1          | —      | —     | —          | —      | —     | —          |

### Organización territorial
El casco urbano de Lorca se divide a su vez en diferentes barrios. Con la aplicación de la ley de municipios de gran población, a lo largo de la presente legislatura se prevé dividir la ciudad en distritos.
- Alfonso X El Sabio
- Apolonia
- Calvario
- Casas del Banco
- Corazón de María
- La Isla
- La Viña
- Los Ángeles
- San Antonio
- San Cristóbal
- San Diego
- San Fernando
- San José
- San Juan
- San Lázaro
- San Pedro
- Santa María
- Santa Quiteria
- Santiago
- Virgen de las Huertas

#### Pedanías

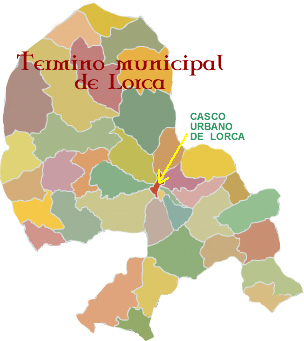
Pedanías

El término municipal de Lorca se divide en un total de 38 pedanías, incluyendo el casco urbano de Lorca. La mayoría de estas pedanías tiene varios núcleos de población.
- En cuanto a extensión:
  - La pedanía más grande en cuanto a extensión es Zarcilla de Ramos, con una superficie de 109,25 km².[38]
  - La pedanía más pequeña en cuanto a extensión es Tiata, con una superficie de 1,11 km².[39]
- En cuanto a habitantes:
  - La pedanía menos poblada es Puntarrón, con 4 habitantes.[40]

## Cultura

### Patrimonio monumental

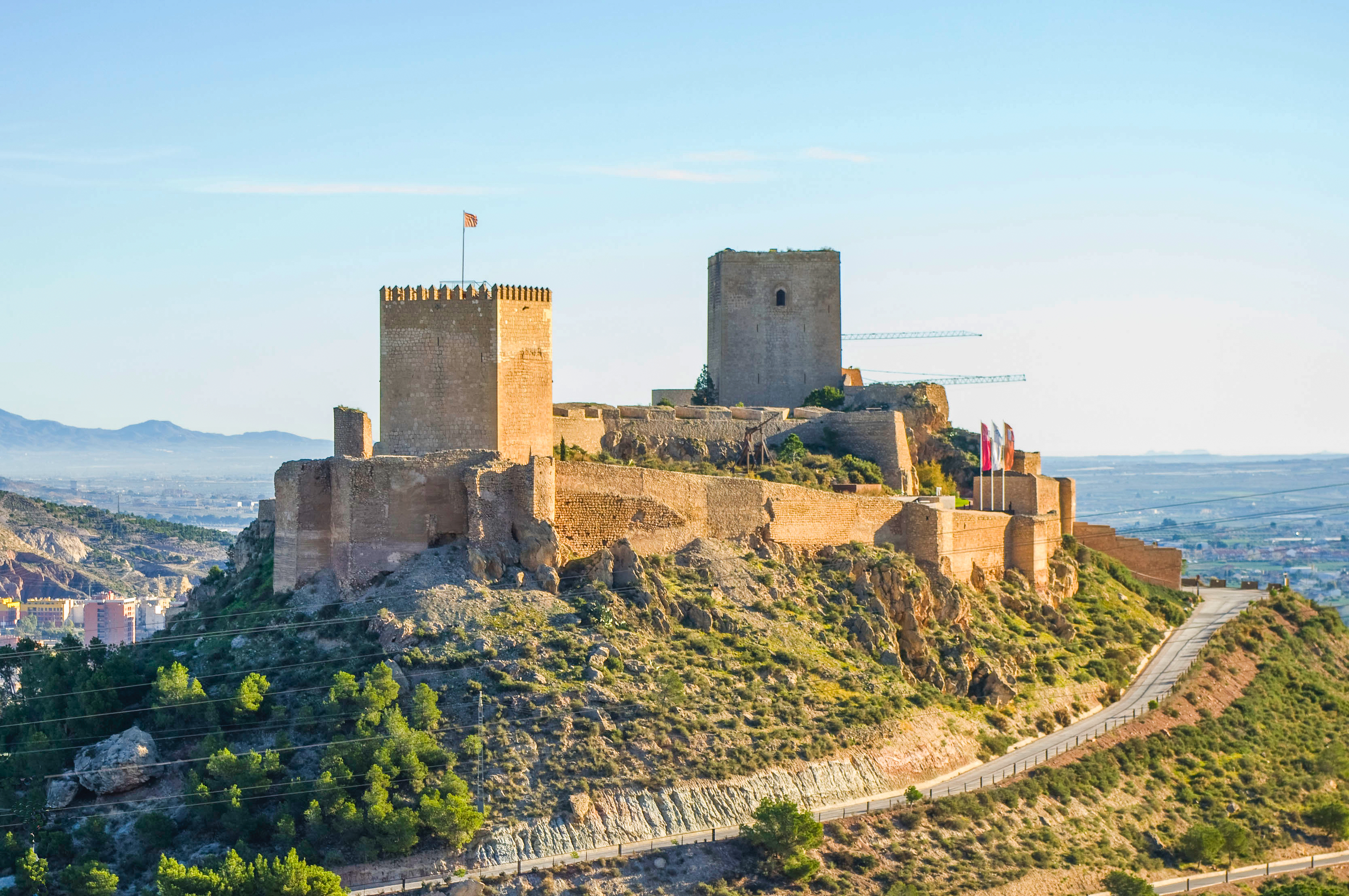
Castillo de Lorca

El casco antiguo de la ciudad de Lorca, junto con el recinto del castillo, fue declarado conjunto histórico-artístico en el año 1964. Los monumentos más significativos de Lorca son:
- Castillo de Lorca (s. IX-XV) principal símbolo de la ciudad. De origen musulmán, las principales murallas y torres (la Alfonsina y del Espolón) son sin embargo de construcción medieval-cristiana, de estilo gótico. En su interior se conserva la antigua judería y la sinagoga de Lorca.
- La plaza de España (Lorca) (siglos XVI-XVIII) es el centro neurálgico del casco histórico de Lorca. Allí se integran dos edificios emblemáticos: el ayuntamiento y la colegiata de San Patricio.
- La colegiata de San Patricio (siglos XVI-XVIII) es la construcción eclesiástica más importante de Lorca. Fue declarada Monumento Histórico Artístico en 1941.Portada del palacio de Guevara

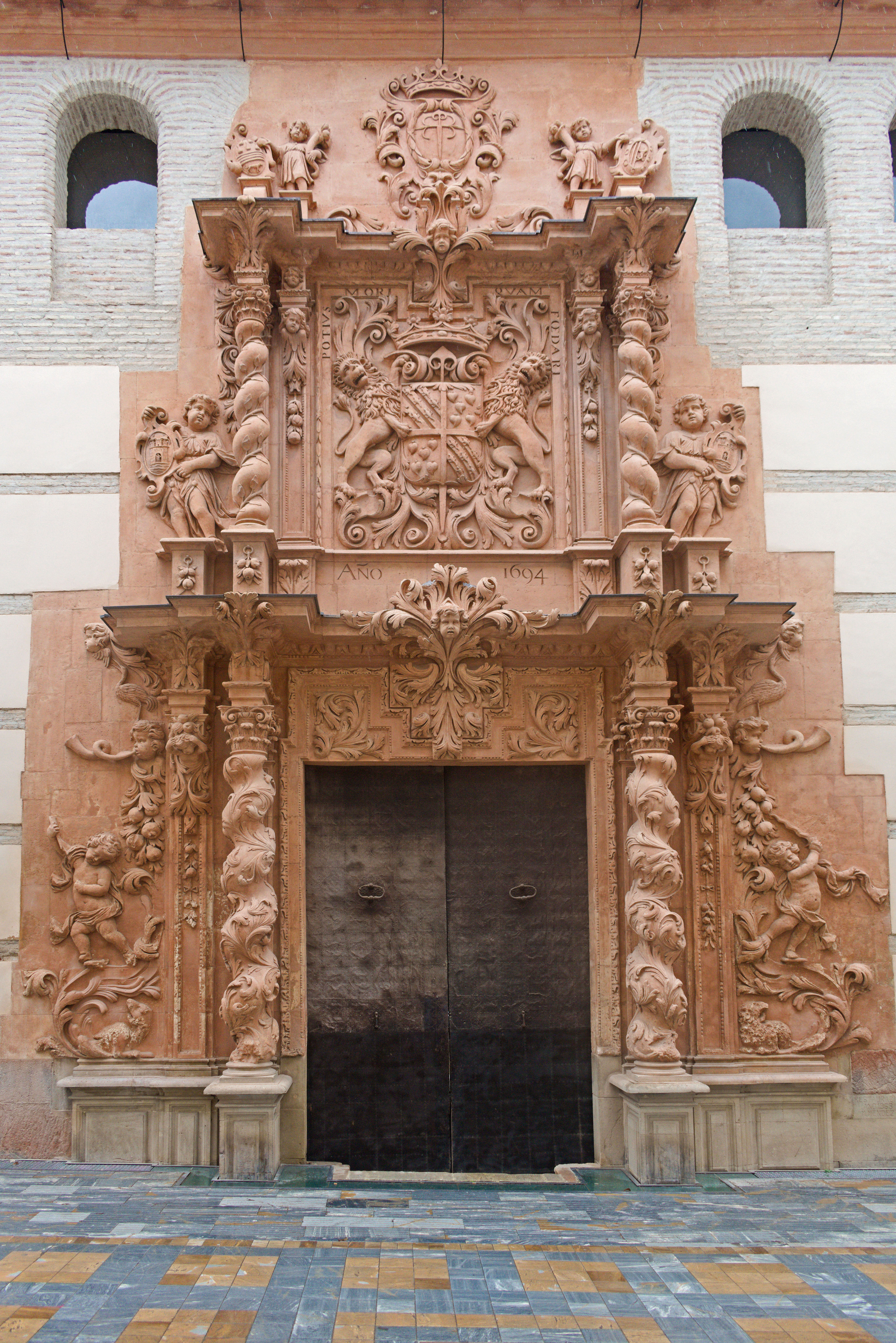
Portada del palacio de Guevara

- Casa consistorial de Lorca (siglos XVII-XVIII), edificio del siglo XVII construido inicialmente como prisión real por Alonso Ruiz de la Jara.
- La plaza del Caño, conocida antiguamente como la plaza de la Verdulería, es donde se localizaban los edificios correspondientes al Pósito de los Panaderos (siglo XVI), actual sede de la Casa del Artesano, las Carnicerías (antiguo archivo municipal) y la Casa del Corregidor.(siglo XVIII), sede de los Juzgados de Lorca.
- Columna Miliaria, miliario romano (siglo I a. C.) Situada en la calle de la Corredera, una de las principales arterias peatonales del casco histórico.
- La muralla medieval de Lorca rodeaba el núcleo urbano primigenio de la ciudad. De la misma se conservan el porche de San Antonio o puerta de San Ginés (puerta de finales del siglo XIII y comienzos del XIV), la muralla de la calle Rambla, los restos de una torre en el interior del Conservatorio de Música en la calle Cava, y el tramo de la calle Ramírez con la torre de Rojano.[41]
- Convento de las Mercedarias (siglo XVI)
- Palacio de Guevara o Casa de las Columnas (siglos XVII-XVIII)
- Casa-Palacio de los Salazar-Rosso (siglos XVI-XVII), sede del Museo Arqueológico Municipal de Lorca.Palacio de los Condes de San Julián, con la torre de San Mateo al fondo

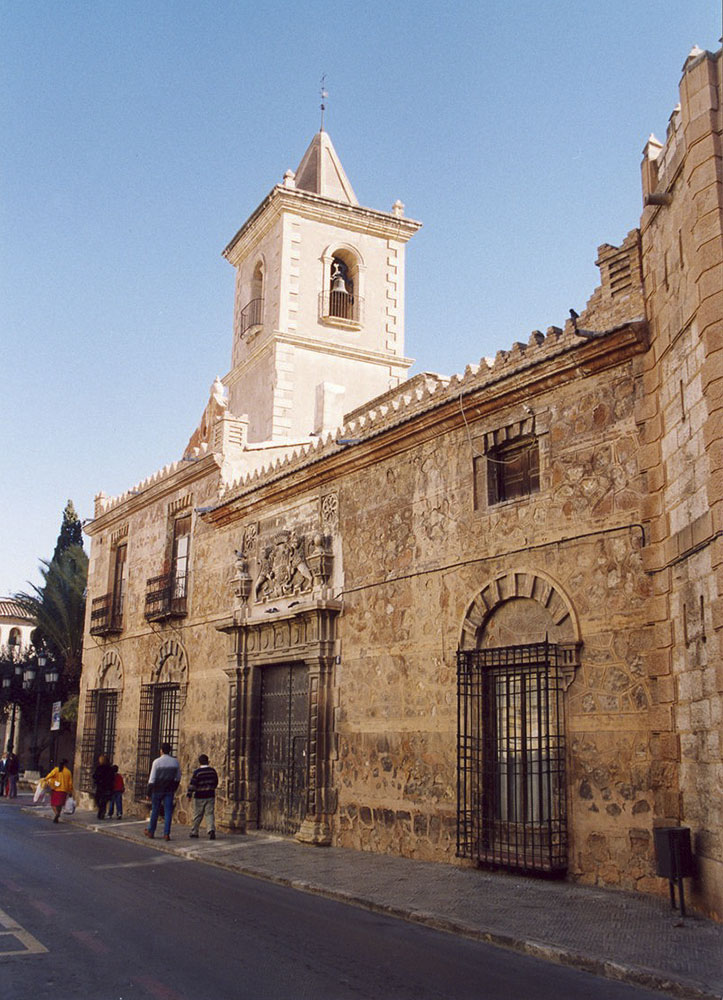
Palacio de los Condes de San Julián, con la torre de San Mateo al fondo

- Conjunto Monumental Santo Domingo, (siglos XVI-XVIII).
- La iglesia de San Francisco, originalmente del siglo XVI, sufrió severas reformas que han modificado casi completamente su arquitectura inicial. Posee una fachada clasicista y un interior con interesantes retablos barrocos.
- Antiguo Convento de la Merced, actualmente Centro de Visitantes de Lorca Taller del Tiempo. De origen medieval con portada renacentista del siglo XVI y claustro del siglo XVIII. Dentro puede visitarse una exposición interactiva sobre la Historia de la ciudad.
- Antiguo colegio de la Purísima (siglo XVIII), que alberga el Conservatorio de Música Narciso Yepes.
- Iglesia del Carmen, carmelita, de mediados del siglo XVIII.
- Iglesia de San Cristóbal (siglos XVII-XVIII).
- Iglesia de San Diego (siglo XVII).
- Casa Irurita (siglo XVI). Mansión nobiliaria más antigua de la ciudad.[42]
- Iglesia de San Mateo (siglos XVIII-XIX).
- Iglesia de Santiago (siglo XVIII).
- Palacio de los Condes de San Julián (siglos XVII-XIX).

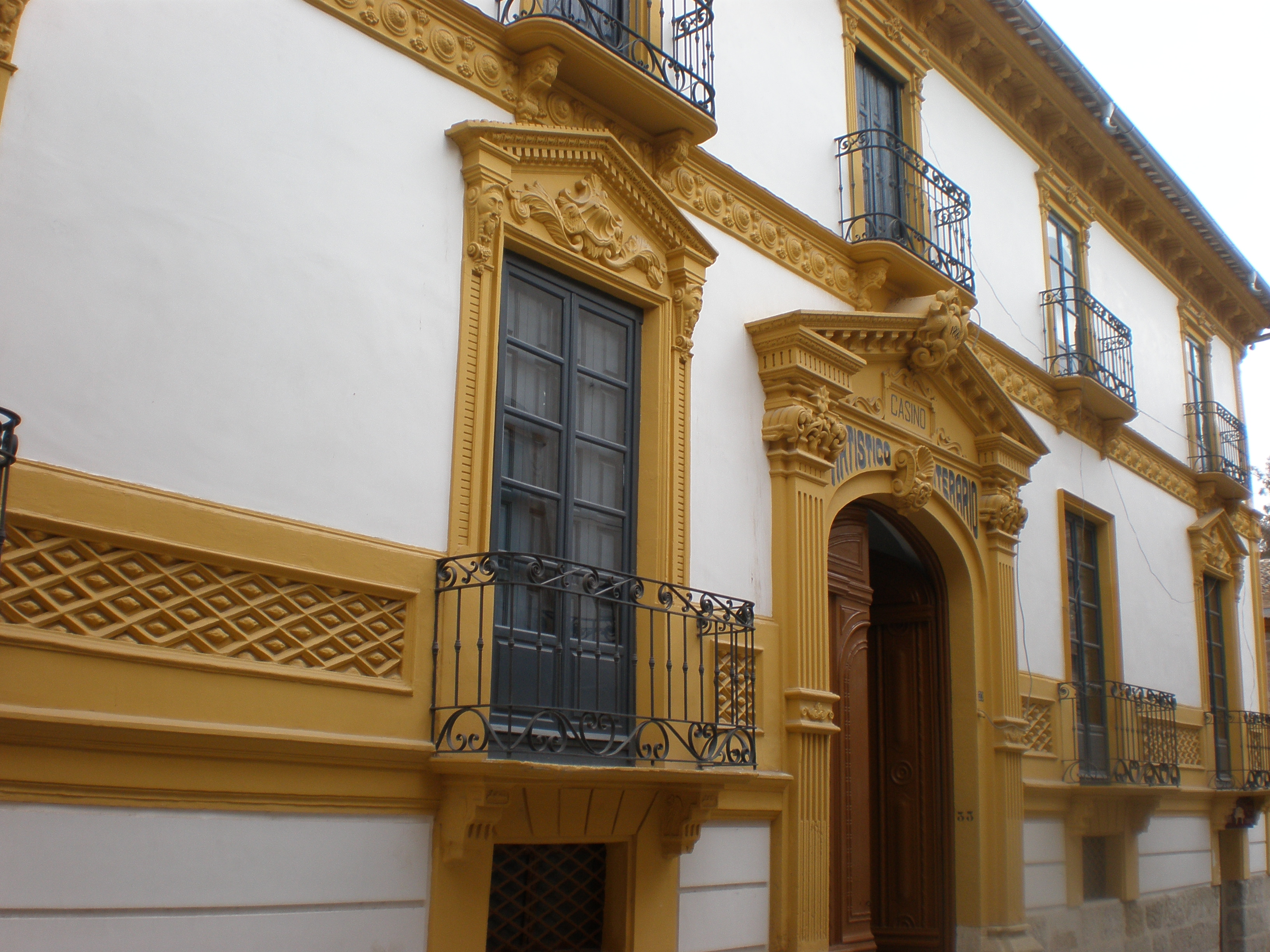
Casino Artístico y Literario

- Monte Calvario, cerro sobre el que se construyeron una serie de ermitas a comienzos del siglo XVII como alternativa a los peregrinos que no pudieran desplazarse a Tierra Santa. Desde aquí se divisa una bonita panorámica de Lorca y del castillo.Casino Artístico y Literario
- Casino Artístico y Literario de Lorca, edificio singular de aspecto andaluz, diseñado por el lorquino Manuel Martínez.
- Teatro Guerra, es el teatro más antiguo de la Región de Murcia, inaugurado en 1861.
- Sindicato de Riegos (siglo XVIII), donde se administra el agua para uso de la huerta lorquina.
- Cámara Agrícola (comienzos del siglo XX), edificio de estilo modernista, poco usual en esta zona de la Región de Murcia, diseñado por el cartagenero Mario Spottorno, también arquitecto de importantes edificaciones modernistas en Cartagena.
- Puente de Piedra, o puente del Barrio (siglo XIX), obra de gran monumentalidad y solidez, ya que sufrió dos fuertes riadas.
- Convento Virgen de las Huertas (siglo XV), convento franciscano destruido durante una riada en 1653 y reconstruido a mediados del siglo XVIII. Situado a las afueras de la ciudad. En su subsuelo se han descubierto los restos de un palacio musulmán.
- Plaza de toros de Sutullena (1892).
- Puente de la Torta (1910), construcción pionera en el uso del hormigón.

### Patrimonio en el resto del municipio

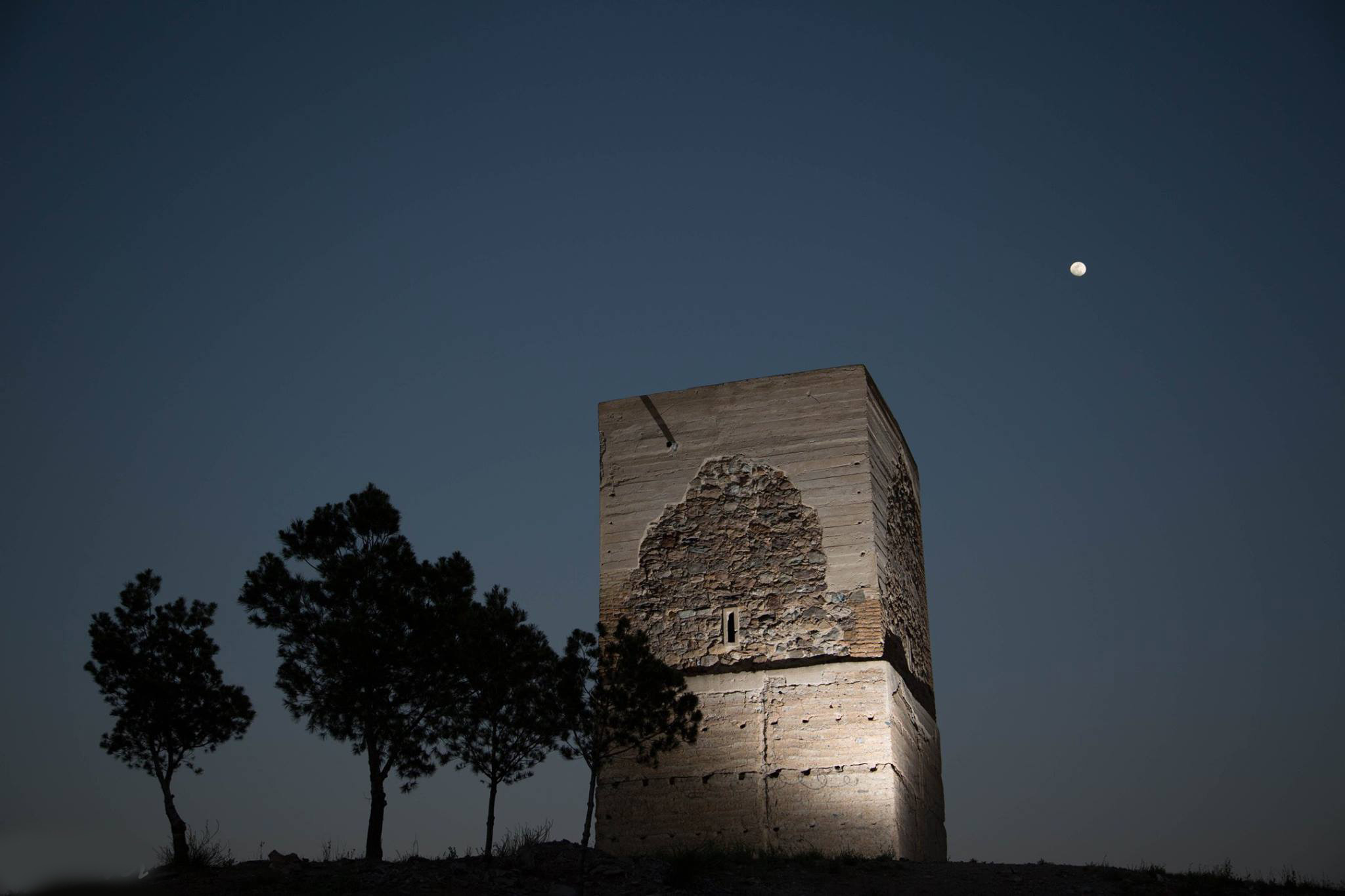
Torre de La Torrecilla de noche

Destacan importantes yacimientos de época argárica, como El Rincón de Almendricos en la pedanía de Almendricos, el parque arqueológico Los Cipreses, el conjunto arqueológico de Peñas de Béjar (compartido con Puerto Lumbreras), o el cerro de Las Viñas en Coy.
De época romana destaca el yacimiento de la Villa romana de La Quintilla, mientras que de la dominación musulmana encontramos la Alquería del Cortijo del Centeno, en la diputación de La Tova. De ese periodo también resalta la torre de La Torrecilla, con modificaciones cristianas.
Del mundo medieval cristiano sobresale el castillo de Xiquena y los restos del castillo de Tirieza, en la pedanía de Fontanares.

### Museos
- El Museo Arqueológico Municipal de Lorca se encuentra situado en la antigua Casa de los Salazar-Rosso (siglo XVI). Expone hallazgos prehistóricos y explica la historia de Lorca y su comarca a través de las diferentes civilizaciones que la han ocupado.Museo Arqueológico Municipal de Lorca, palacio de los Salazar-Rosso

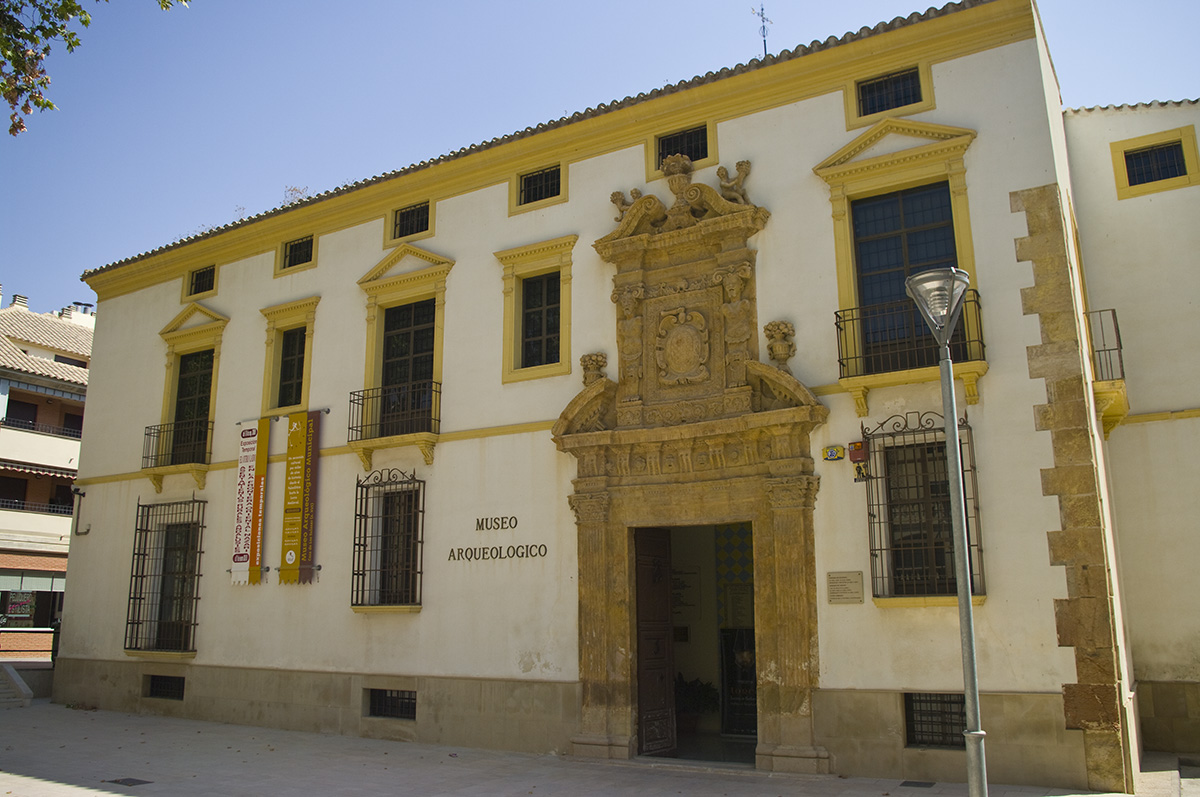
Museo Arqueológico Municipal de Lorca, palacio de los Salazar-Rosso

- Parque Arqueológico Los Cipreses (Edad del Bronce).
- Casa Museo Palacio de Guevara, también conocida como Casa de las Columnas (siglos XVII-XVIII). Declarado Bien de Interés Cultural, es uno de los grandes símbolos de la ciudad y uno de los mejores ejemplos del barroco civil del levante español. Alberga también la oficina de turismo de Lorca.
- Centro de interpretación etnológico y arqueológico de la pedanía de Coy.
- Museos de Bordados, que exhiben muestras de los trabajos que se han ido realizando a lo largo del tiempo en las cofradías de la famosa Semana Santa en Lorca. No solo se muestran vestimentas, banderas y tejidos de diversa índole, sino también carros, armaduras y fotografías históricas. Estos museos son:
  - Mubbla. Museo de Bordados Paso Blanco.
  - Museo de Bordados Paso Azul.
  - Museo de Arte Sacro Nicolás Salzillo. Paso Morado.
  - Museo de Bordados Paso Encarnado.
- Palacio Huerto Ruano (siglo XIX), declarado Bien de Interés Cultural, utilizado como museo y para exposiciones de arte y pintura. Refleja las corrientes artísticas europeas con las que su dueño, Raimundo Ruano, tomó contacto durante su larga estancia en Edimburgo.

### Lorca, Taller del Tiempo
Empresa que explota diversos espacios del conjunto monumental de Lorca. Comprende la denominada fortaleza del Sol, bastión defensivo que se yergue sobre el cerro que domina toda la ciudad, además del centro de visitantes situado en el antiguo convento de la Merced.

### Parador Nacional de Turismo

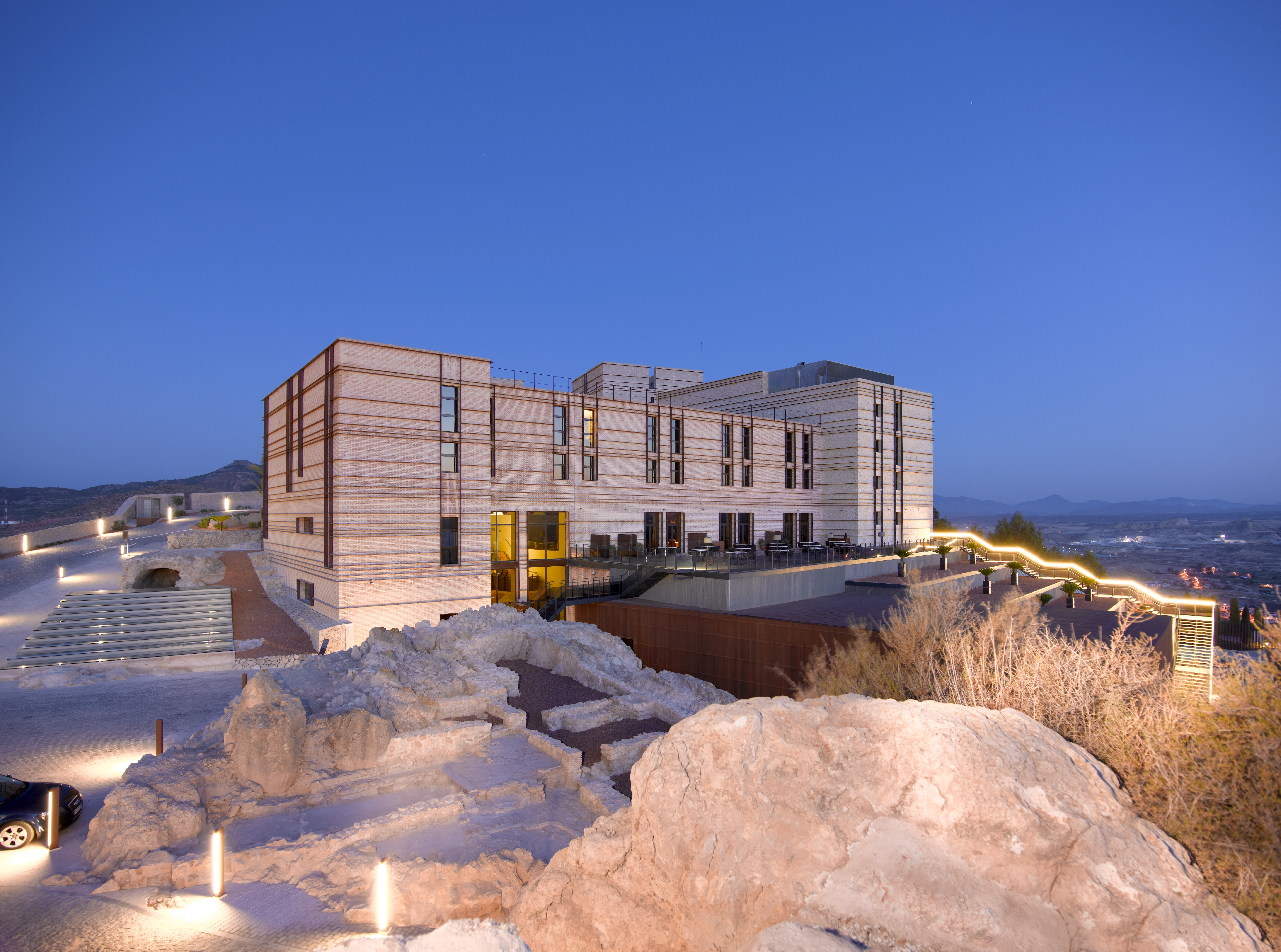
Parador Nacional de Turismo

El parador nacional se encuentra dentro del recinto del castillo de Lorca. Las obras se vieron afectadas por varios motivos, entre ellos, el terremoto de 2011 que afectó al edificio cuando se encontraba prácticamente finalizado, retrasando así su apertura. No fue hasta el 12 de julio de 2012 cuando fue inaugurado por la reina Sofía.
La construcción dentro del recinto amurallado ha generado mucha discordia sobre la idoneidad de la ubicación elegida.

### Cejo de los Enamorados
Se trata de un paraje situado en la misma sierra en donde se encuentra el castillo. Se accede a través de un sendero muy transitado que discurre entre un denso pinar, por la ladera de la montaña, salvando numerosas ramblas con estrechos puentes, construidos para facilitar el paso que hacen más ameno el trayecto inicial sin apenas desnivel.

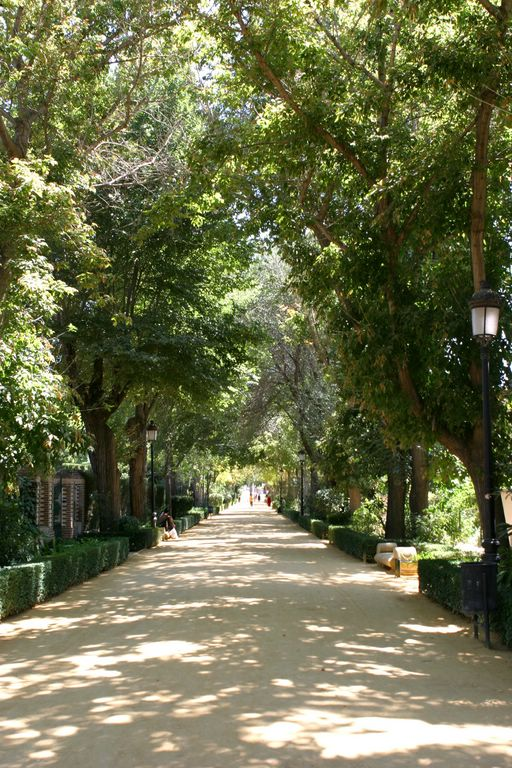
Alamedas de Lorca

La citada leyenda trata sobre un caballero cristiano y una dama mora que, no pudiendo casarse a causa de sus diferentes religiones, prefirieron despeñarse por amor antes que vivir separados. Para recordar la historia de los dos pobres amantes, la naturaleza hizo brotar del paraje una fuente, en lo que desde entonces fue conocido como Cejo de los Enamorados.

### Las alamedas
Pulmón verde de Lorca, datan del siglo XVII y son un frecuente punto de encuentro de los locales para socializar o hacer ejercicio.

### Centros de ocio
En el centro de Lorca se sitúa el núcleo tradicional del comercio de la ciudad, donde se pueden encontrar desde los pequeños comercios hasta las franquicias de grandes marcas. Además, el municipio cuenta con dos centros comerciales (San Diego, situado en el casco urbano, y parque Almenara, situado en la pedanía de Campillo) y otro más que está previsto en la diputación de la Torrecilla.
Además dispone del recinto ferial de Santa Quiteria en la diputación de Pulgara, donde se realizan ferias comerciales y exhibiciones, tales como la Semana Nacional del Ganado Porcino de Lorca (SEPOR), Expoflor o la Feria de Artesanía de la Región de Murcia (FERAMUR), entre otras.

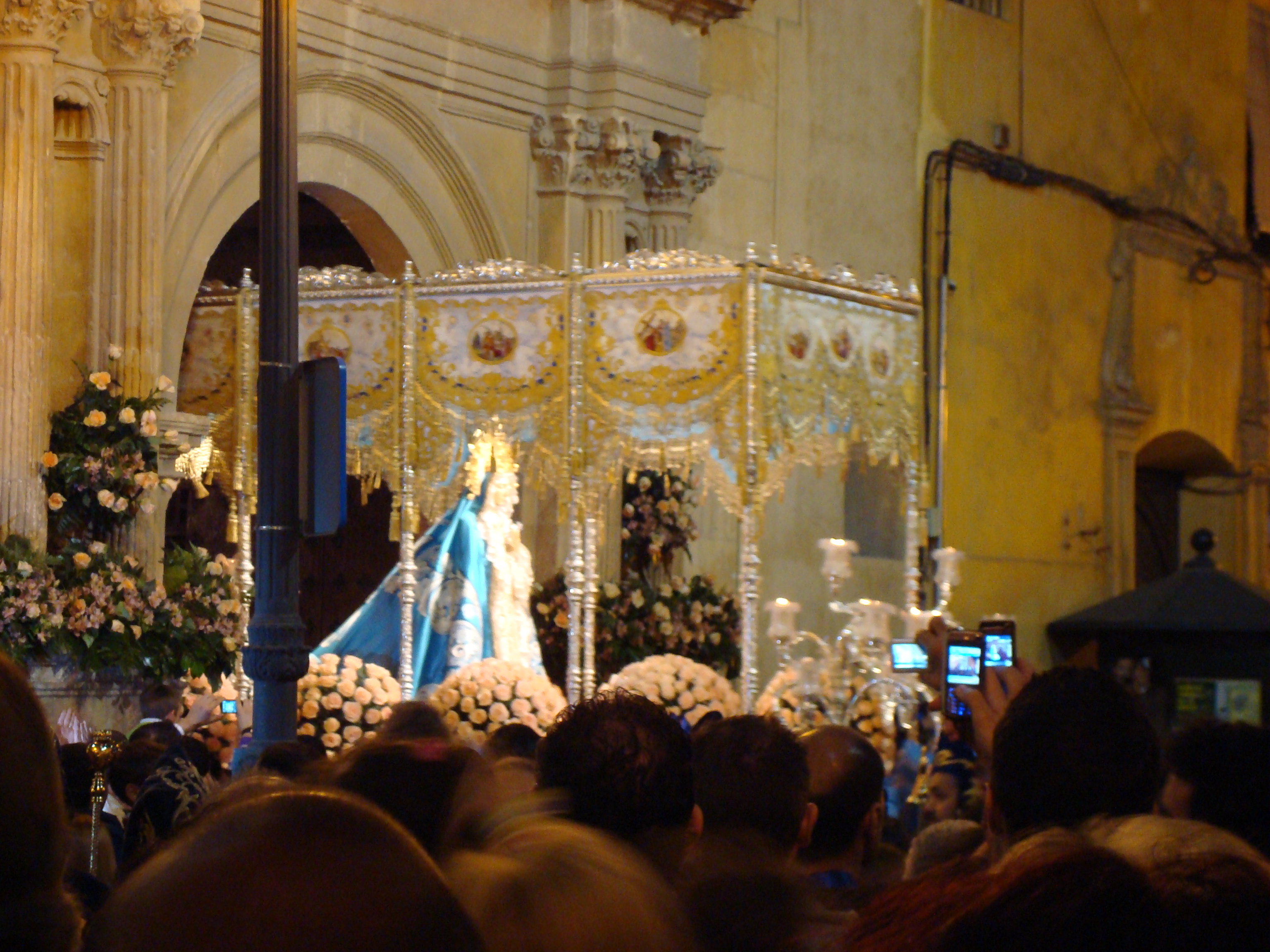
Procesión del Viernes de Dolores en Lorca

### Fiestas populares
Se celebran dos fiestas emblemáticas en Lorca, además de las fiestas patronales. Una se celebra durante la primavera: la Semana Santa. La otra, la Feria de Lorca, que se celebra en septiembre.

#### Semana Santa

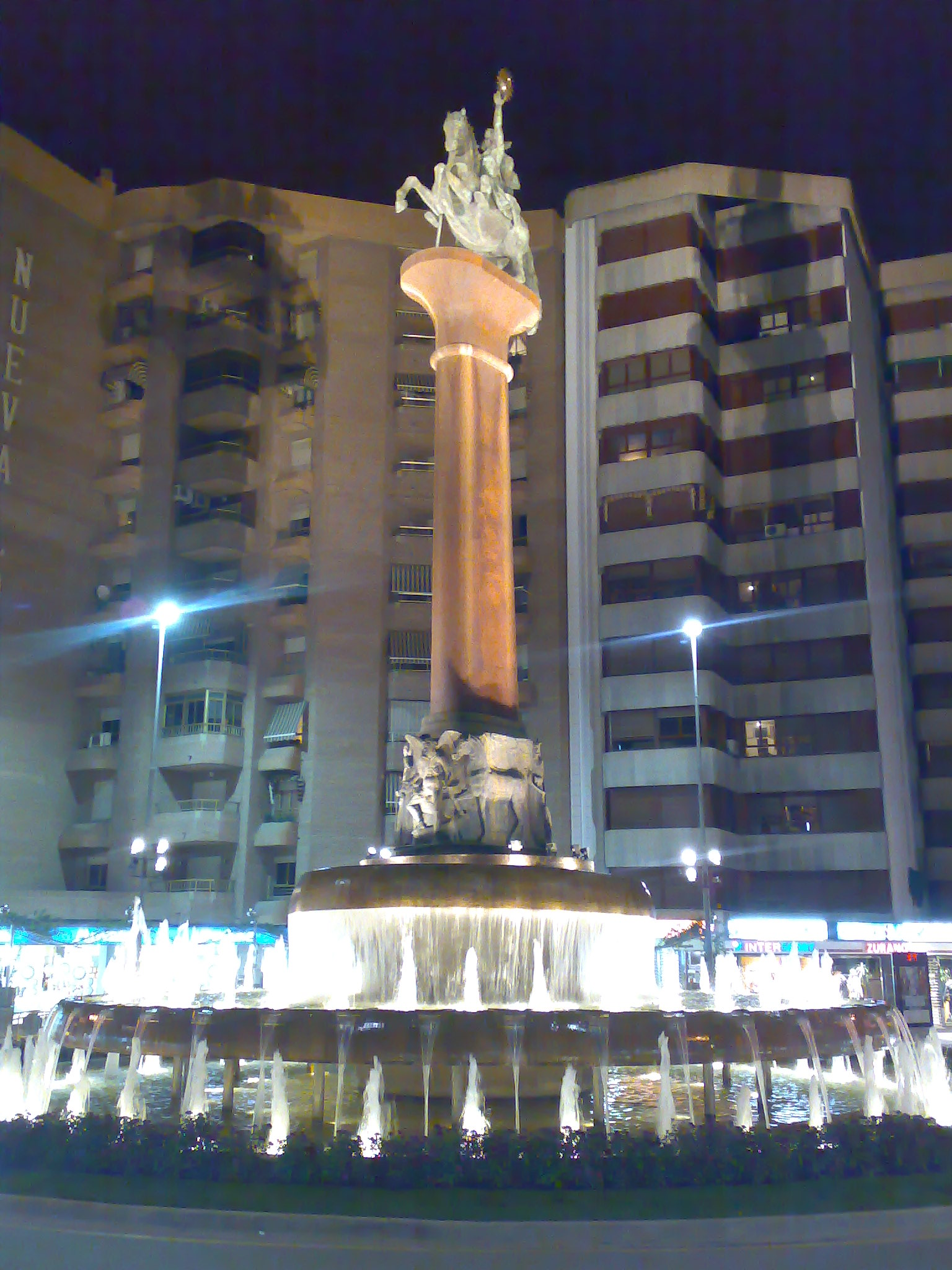
Monumento al procesionista
----
Óvalo Santa Paula, centro de la ciudad

La Semana Santa en Lorca es una de las más destacadas manifestaciones populares de celebración de la Semana Santa en España, habiendo sido declarada como Fiesta de Interés Turístico Internacional en 2007.
Los soldados romanos y las cuadrigas se mezclan con las imágenes barrocas de santos y la representación de figuras bíblicas e históricas como Cleopatra, Nerón y el diablo, que desfilan sobre carrozas que recrean escenarios de la antigüedad. Actualmente, está tramitándose la declaración de estas procesiones como Patrimonio de la Humanidad.
Aun cuando muchas de sus procesiones son más antiguas, la historia de los desfiles bíblicos-pasionales tal y como los conocemos se remonta a finales del siglo XIX, creciendo desde entonces hasta llegar al esplendor de nuestros días.
Se puede dividir coloquialmente en dos pasos principales: Paso Azul y Paso Blanco, cuyos seguidores animan desde los palcos (tribunas localizadas en la avenida Juan Carlos I). Los principales días en los que las procesiones llenan las calles de Lorca son: Viernes de Dolores, Domingo de Ramos, Jueves Santo y Viernes Santo, siendo esta última la más larga y transcendental. Esta peculiar Semana Santa de Lorca, viene acompañada de la continua fiesta de los lorquinos, dando vida a esta ciudad, gritando ¡Viva el Paso Azul! o ¡Viva el Paso Blanco! y apoyando como fieles seguidores a cada una de las vírgenes correspondientes a cada paso: la Virgen de los Dolores, para el Paso Azul y la Virgen de la Amargura, para el Paso Blanco. Cabe destacar la delicadeza de los bordados de cada cofradía, cuya labor es realizada a mano y que están expuestos en los museos e iglesias de cada cofradía.
La asociación El Arte del Bordado de Lorca y su puesta en escena en los Desfiles Bíblico Pasionales, fundada en noviembre de 2012, tiene como objetivo conseguir la declaración de los bordados de Lorca y su puesta en escena en las procesiones de Lorca como Patrimonio Cultural Inmaterial de la Humanidad a través de la UNESCO.

##### Paso Azul
Dentro de la archicofradía de la Vera Cruz y Sangre de Cristo surge la hermandad de Labradores Lorquinos (Paso Azul), que tiene como titular a la Virgen de los Dolores Paso Azul Lorca, coronada canónicamente en 1997 y declarada Bien de Interés Cultural, BIC, en 2023. Como sede el convento e iglesia de San Francisco. El día que esta cofradía preside es el Viernes de Dolores. En 1854 se crea el Paso de los Nazarenos Azules y en 1856 se comienzan a incorporar los primeros bordados. En la guerra civil desaparece la imagen de la Virgen de los Dolores, creada por el escultor lorquino Manuel Martínez. Más tarde, José Capuz se inspiró en el estandarte de esta virgen para recrearla. Se piensa que un antiguo fraile franciscano la escondió para que no la encontraran y la destruyeran; sin embargo, la escondió tan bien que aún no se ha encontrado, y se piensa que podría estar en algún lugar de San Francisco.

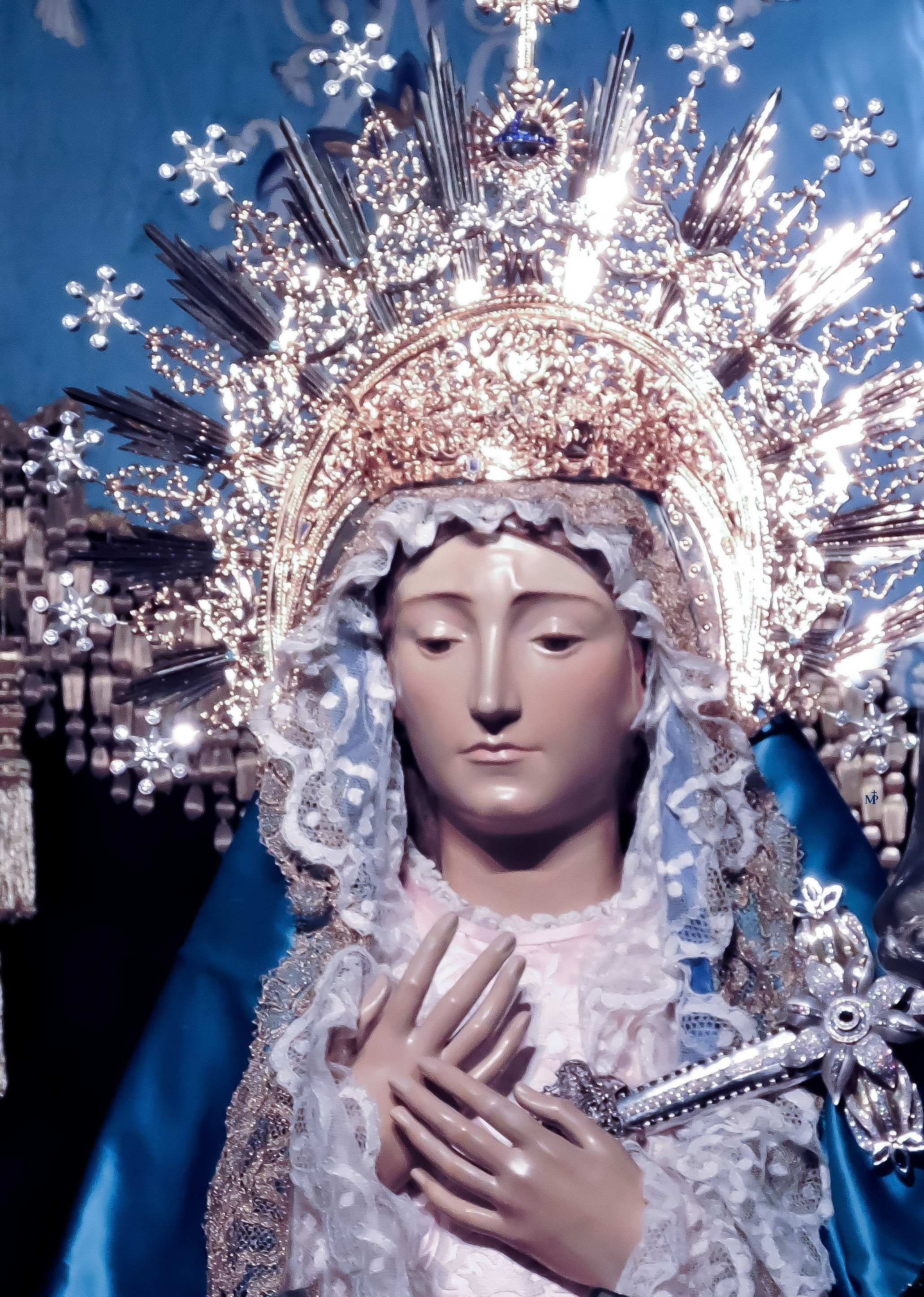
Santísima Virgen de los Dolores, obra de José Capuz, 1942

Aparte de esta imagen titular, el Paso Azul cuenta con dos más: el Cristo de la buena muerte, conocido como Cristo yacente, y el Cristo de la Coronación de Espinas. En 2009 se forma la Agrupación Musical Mater Dolorosa compuesta por 70 músicos. Además de esta formación musical, el Paso Azul dispone de tres bandas más: la Banda Romana; la Banda Egipcia, que acompaña al pueblo egipcio; y la Banda del Cristo Yacente, compuesta solamente por percusión. El himno del Paso Azul se titula Las Caretas.
El Paso Azul posee, además, un museo de bordados conocido como MASS o Museo Azul de la Semana Santa, ubicado en el antiguo convento de San Francisco y que con sus más de 3500 m² es el museo más grande de la Región de Murcia.

##### Paso Blanco
También conocido como Muy Ilustre Cabildo de Ntra. Sra. la Virgen de la Amargura (Paso Blanco), surge de la Real y Muy Ilustre Orden-Archicofradía de Nuestra Señora del Rosario, tiene como titular a la Virgen de la Amargura, y como sede la iglesia de Santo Domingo en 1549.
Cuando se reorganiza la cofradía, desde 1855, el Paso Blanco comenzó a presidir la procesión de Domingo de Ramos, escenificando, con el Pueblo Hebreo, la entrada de Jesús en Jerusalén. Actualmente preside la procesión de Viernes Santo, procesionando en ella su imagen titular, la Virgen de la Amargura. Además, el Paso Blanco también tiene otros titulares: San Juan Evangelista, Santa María Magdalena y La Verónica. Tras la destrucción de su patrimonio durante la guerra civil española, la imagen titular de la Virgen de la Amargura es sustituida. Su primera sustituta no gustó al pueblo lorquino y por ello se reconvirtió, pasando a ser La Verónica. Más tarde, se sustituye por otra imagen encargada a José Sánchez Lozano. En 1863, el Paso Blanco fundó la llamada Banda Blanca. En 1973 se fundó la Banda de trompetas y tambores, que desfilaban como romanos. Por último, en 2004, se crea la agrupación musical Nuestra Señora la Virgen de la Amargura, compuesta por 78 músicos. El himno del Paso Blanco se titula: El Tres.

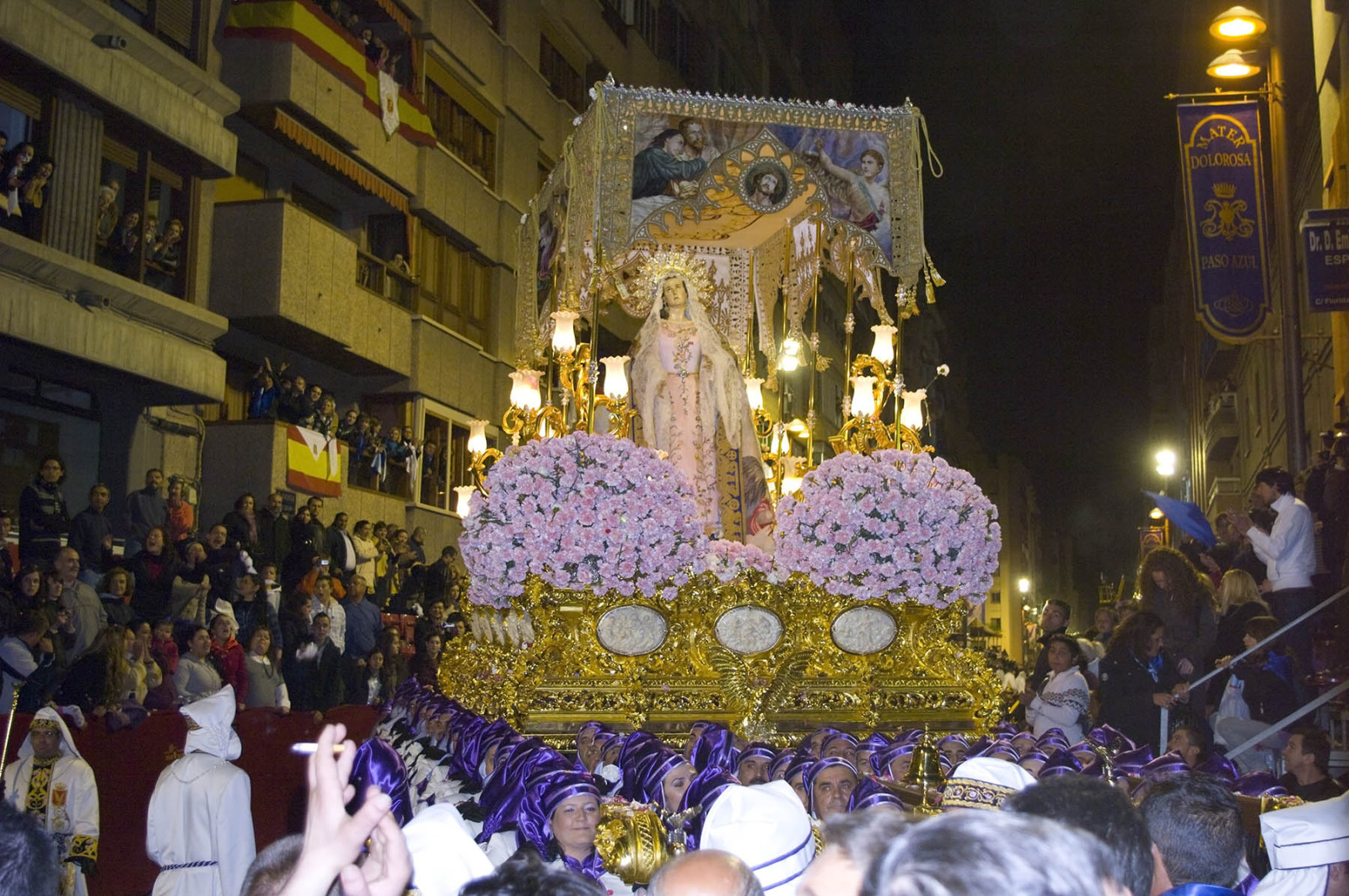
Virgen de la Amargura

Además, el Paso Blanco cuenta con su propio museo de Bordados, conocido como MUBBLA y ubicado dentro de la propia iglesia de Santo Domingo.

##### Paso Encarnado
En 1555 existía la cofradía de la Santa Vera Cruz y Sangre de Cristo, la cual procesionaba el Jueves Santo. En 1734, su rango se eleva a archicofradía. A mediados del siglo XIX, se une a ellos la hermandad de Nazarenos Coloraos, pasando a tener como titular un crucificado, llamado el Cristo de los Terceros. Desapareció en 1904. En 1935, vuelve a aparecer el convento de San Diego, el cual organiza la procesión del Silencio, a las cero horas del Viernes Santo. En 1940, la archicofradía del Santísimo Cristo de la Sangre es trasladada en su sede a la iglesia parroquial de San Cristóbal. Desde 1948, el Paso Encarnado tiene como imagen titular al Cristo de la Sangre, talla realizada por el valenciano José Jerique.

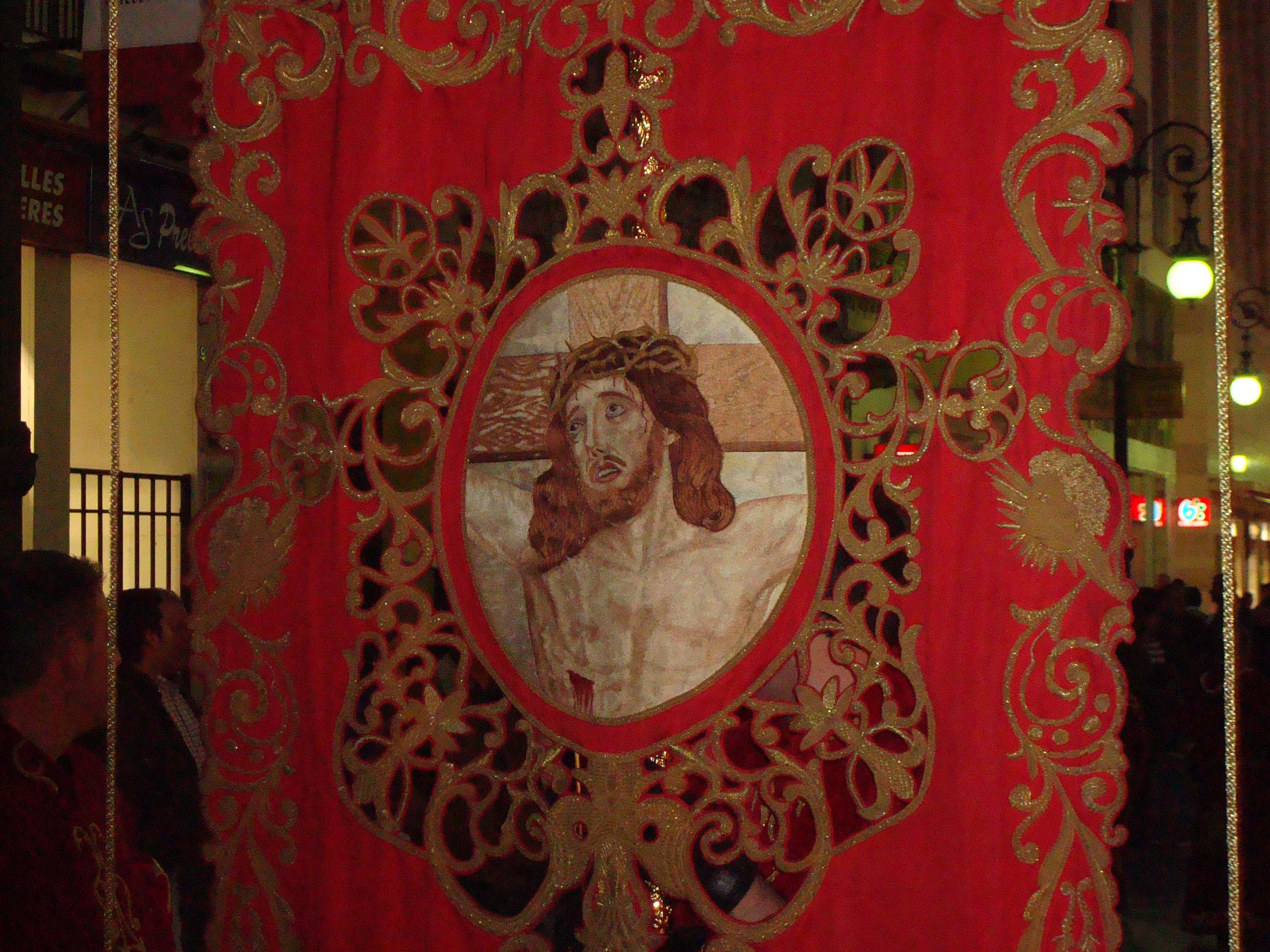
Estandarte del Paso Encarnado

##### Paso Morado
A principios del siglo XVIII, se crea una capilla dedicada al Santísimo Cristo del Socorro, y en 1758 se funda una cofradía que adopta el color morado. En 1800, el Paso de nazarenos morados comienza a presidir la procesión del Jueves Santo con su titular de una Dolorosa y la Santa Cena, creado por Nicolás Salzillo. En 1787, su titular pasó a ser el Cristo del Perdón. La cofradía del Santísimo Cristo del Perdón, el Paso Morado, organiza el Vía Crucis de la mañana de Viernes Santo, con sus característicos «rezaores».

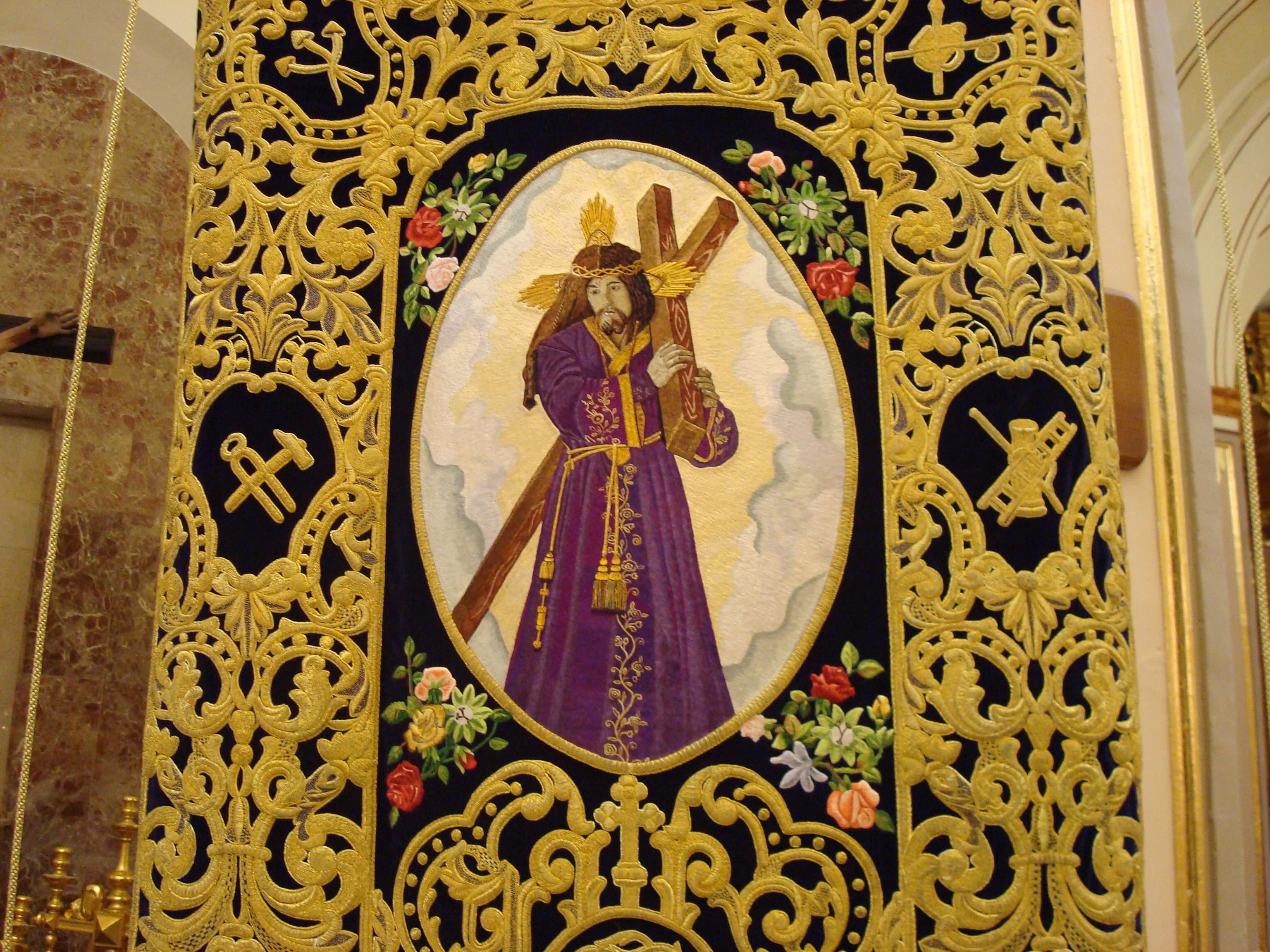
Estandarte del Cristo del Perdón

##### Paso Negro(Paso de la Curia)
La hermandad de la Curia presidía el Miércoles Santo hasta 1932. Tras la guerra civil española, su imagen titular pasó a ser la Virgen de la Soledad. Actualmente, el Paso Negro preside la procesión del Domingo de Ramos. En 1977 se trasladan desde San Mateo a San Patricio, organizando desde entonces la procesión a su titular en la noche del Sábado de Pasión.

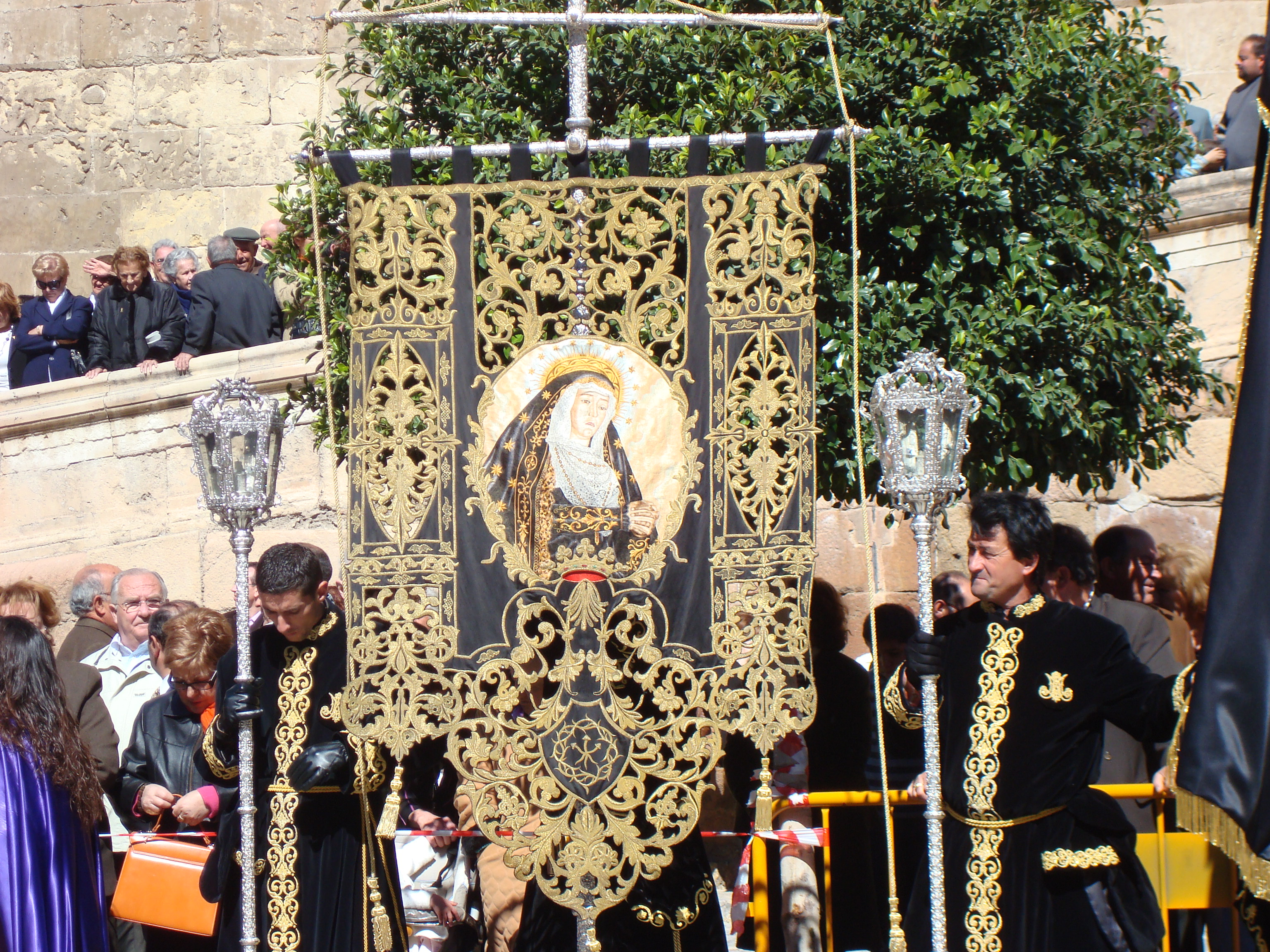
Virgen de la Soledad

##### Archicofradía del Resucitado
La primera procesión del Resucitado sale en 1801 ya con la imagen titular, obra del imaginero murciano Roque López. Fue de las pocas imágenes que sobrevivieron a la guerra civil. Aunque su sede fundacional fue la iglesia de Santa María, al quedar esta en ruinas tras la guerra civil, se trasladó a la ex colegiata de San Patricio.

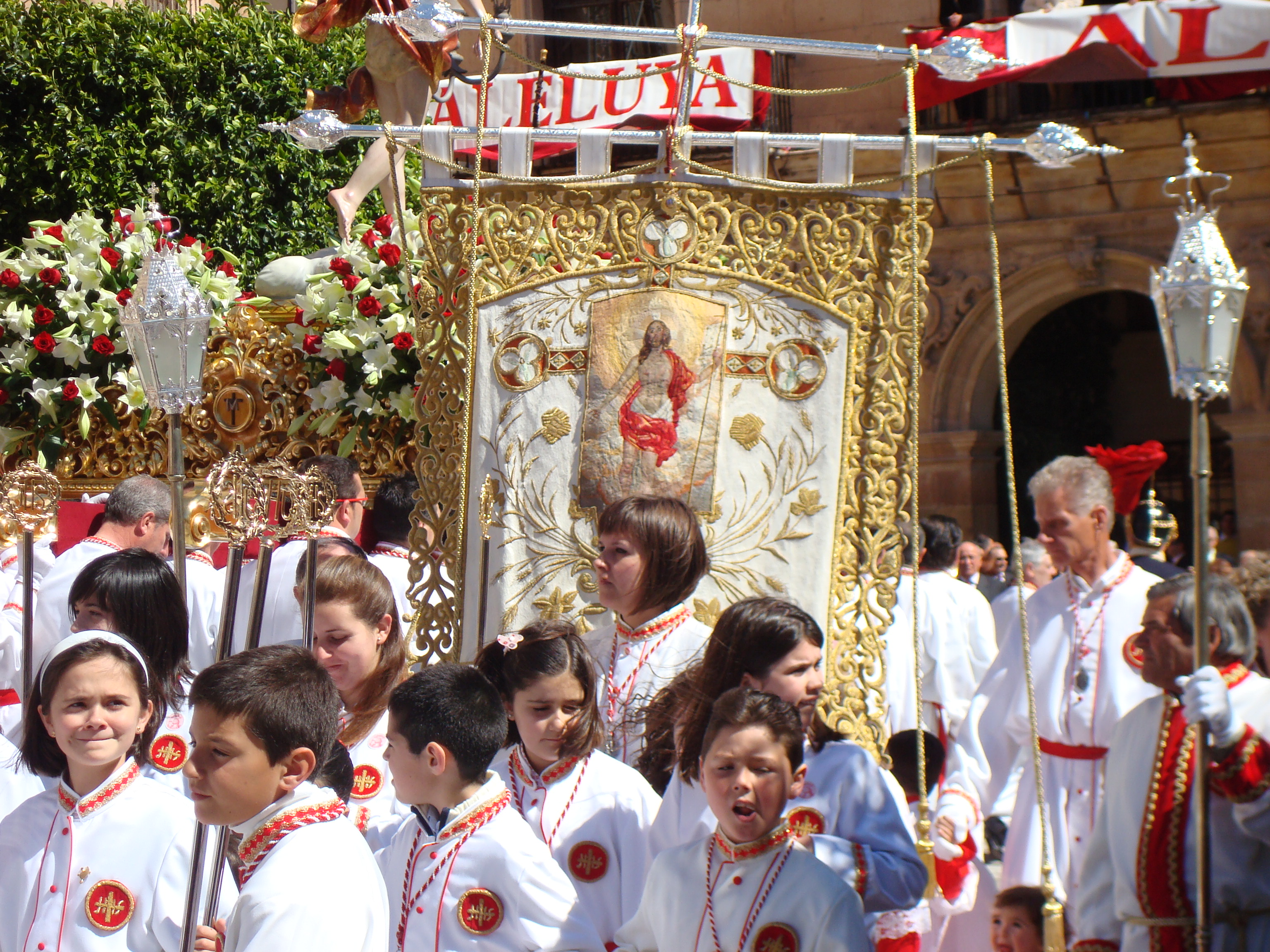
Estandarte de Jesús Resucitado

#### Feria de Lorca
La feria de Lorca, también conocida como la feria grande, se celebra en los diez últimos días del mes de septiembre en el recinto ferial Huerto de la Rueda, ubicado en Santa Quiteria. En este emplazamiento se concentran atracciones y chiringuitos donde se sirven platos típicos lorquinos.
Durante estos días se organizan en la ciudad diversas actividades tales como conciertos musicales, exposiciones, rutas de tapeo, etcétera.

#### Fiestas patronales
- Virgen de las Huertas, patrona de Lorca, se celebran el día 8 de septiembre. Según marca la tradición, esta era la imagen con la que el rey Alfonso X arribaba a Lorca, en la conquista de la ciudad en el año 1244.[50]
- San Clemente, patrón de la ciudad. Se celebra el 23 de noviembre, organizándose actividades entre las que destacan torneos medievales, el torneo de senas, desfiles, el mercado medieval y otros acontecimientos relacionados con la Lorca fronteriza.[51]

### Deporte

#### Equipos deportivos
Atletismo
- Atletismo Eliocroca, club de atletismo que participa a nivel regional (liga de cross, pista cubierta, pista aire libre, ruta (carreras populares, media maratón, maratón, 100 km); a nivel nacional participa en las mismas especialidades, y en campeonatos de España.

Fútbol
- Lorca Fútbol Club, anteriormente conocido como La Hoya, disputa sus partidos en el Estadio Francisco Artés Carrasco. En la temporada 2016-2017 consiguió el ascenso a la Segunda División. Actualmente milita en tercera división en el grupo XIII
- Club de Fútbol Lorca Deportiva, es la refundación del Lorca Deportiva, fundado en 2013 milita en Segunda División B desde 2020
- Club de Fútbol Lorca Deportiva Féminas, fundado en 2010 como Lorca Féminas milita en la Segunda División desde 2013

Rugby
- Club Rugby Lorca

Fútbol sala
- Ciudad de Lorca Fútbol Sala

Baloncesto
- Indigo Química, equipo de baloncesto que milita en primera autonómica

Balonmano
- Club Balonmano Lorca, equipo que milita en la segunda división nacional masculina y femenina
- Asociación Deportiva Eliocroca, equipo que milita en segunda división nacional

Voleibol
- Asociación Deportiva Eliocroca, equipo de la segunda división regional

Natación
- Club Natación Lorca

Orientación
- Club Lorquino de Carreras de Orientación en la Naturaleza. Lorca-O

Automovilismo
- Automóvil Club de Lorca

#### Instalaciones deportivas
Grandes complejos:
- Complejo futbolístico Artés Carrasco
  - Estadio Francisco Artés Carrasco
  - Campo Juan Casuco
  - Campo José Miñarro
- Complejo deportivo Felipe VI
- Ciudad deportiva de La Torrecilla
- Campo de fútbol de Los Tollos
- Campo de fútbol de Zarcilla de Ramos

Instalaciones menores:
- Pabellón municipal de San José
- Pabellón municipal San Antonio
- Pabellón municipal de Almendricos
- Pabellón municipal de Las Alamedas
- Pabellón municipal de La Hoya

### Juventud
En Lorca encontramos gran cantidad de asociaciones juveniles coordinadas y representadas por uno de los pocos Consejos de la Juventud que quedan en la Región de Murcia.
Lorca, ha tenido picos de participación asociativa juvenil de hasta 49 entidades convirtiéndose siempre en un referente juvenil regional.
En la actualidad, ronda la treintena de asociaciones juveniles activas en la localidad, algunas de estas son:
- Asociación Juvenil San Clemente de Lorca (AJSC)
- Asociación Juvenil del Paso Blanco (AJPB)
- Organización Juvenil Española (OJE)
- Grupo Scout 108
- Asociación Juvenil de las Terreras
- Asociación Juvenil Javier Cervantes (La Hoya)
- Izquierda Joven Lorca (IUJ-Lorca)
- Juventudes Socialistas de Lorca (JJSS Lorca)
- Nuevas Generaciones de Lorca (NNGG Lorca)
- Asociación Juvenil Ben Arabi
- Asociación Juvenil del centro de Formación Profesional de Lorca.
- Asociación Juvenil Lorca Urbana
- Asociación Juvenil Paso Morado
- Jóvenes Azules
- Asociación Juvenil del Paso Encarnado (AJPE)

## Servicios

### Educación
Centros educativos en Lorca:
| - Colegios - Colegio San Francisco de Asís - Colegio Madre de Dios - Colegio Ciudad del Sol - CP Alfonso X El Sabio - CP Almendricos - CP Ana Caicedo Richard - CP Andrés García Soler - CP Andrés Manjón - CP Casa del niño - CP Comarcal Marchena - CP Comarcal Pasico-Campillo - CP José Robles - CP Juan González - CP Juan Navarro - CP La Torrecilla - CP Las librilleras - CP Muñoz Barberán - CP Narciso Yepes - CP Ntra. Sra. De La Asunción - CP Pasico Campillo - CP Pérez de Hita - CP Petra González - CP Preescolar Muñoz Barberán - CP Purias - CP Sagrado Corazón - CP San Cristóbal - CP San Fernando - CP San José - CP Villaespesa - CP Virgen de las Huertas - CP Virgen del Rosario de Coy - CP Zarcilla de Ramos - CP Zarzadilla de Totana - CP Zona Calvario | - Institutos - Instituto José Ibáñez Martín - Instituto Príncipe de Asturias - Instituto Ramón Arcas Meca - Instituto Francisco Ros Giner - Instituto San Juan Bosco - Instituto Sierra Almenara de Purias - Instituto La Paca - Instituto Bartolomé Pérez Casas (n.º 6) - Bibliotecas - Biblioteca Municipal Pilar Barnés - Biblioteca Príncipe de Asturias - Biblioteca De la Paca - Biblioteca de La Hoya - Biblioteca de Almendricos - Biblioteca de Zarcilla de Ramos - Biblioteca de Purias - Biblioteca Marchena-Aguaderas - Biblioteca Infantil, separada de la anterior y que solo abre por las tardes. - Centro cultural - (alberga actividades como reuniones, conferencias, exposiciones, etc., y tiene una biblioteca infantil) - Universidad - Campus Universitario de las Ciencias de la Salud - Otros - Escuela Oficial de Idiomas - Escuela de Capacitación Agraria - Centro Público de Educación Especial Pilar Soubrier - Centro de Educación Temprana - Centro de Educación de Personas Adultas Alto Guadalentín - Centro Integrado de Formación Profesional, rama sanitaria - Conservatorio Profesional de Música Narciso Yepes - Escuela Municipal de Artes Plásticas |
| --- | --- |

### Sanidad
El sistema sanitario público que existe en Lorca lo gestiona el Servicio Murciano de Salud (SMS).
La ciudad de Lorca se encuentra en la gerencia de atención primaria 3 (Área de salud 3-III-Lorca) y el hospital de la localidad da servicio a toda la zona que comprende: Lorca, Águilas, Puerto Lumbreras y Totana. En febrero de 2010 el Hospital Rafael Méndez recibió la acreditación de Hospital General Universitario.
Centros sanitarios en Lorca:
Centro de salud
- Centro Comarcal de Salud
- Centro de salud Lorca-San Diego
- Centro de salud Lorca-Sur
- Centro de salud Lorca-Centro
- Centro de salud Lorca-Sutullena
- Centro de salud Lorca-La Paca

Consultorios
- Consultorio La Torrecilla
- Consultorio Morata
- Consultorio Coy
- Consultorio Zarzadilla de Totana
- Consultorio Las Terreras
- Consultorio Tova-La Parroquia
- Consultorio Campillo
- Consultorio Escucha
- Consultorio Ramonete
- Consultorio Cazalla
- Consultorio Zarcilla de Ramos
- Consultorio Doña Inés

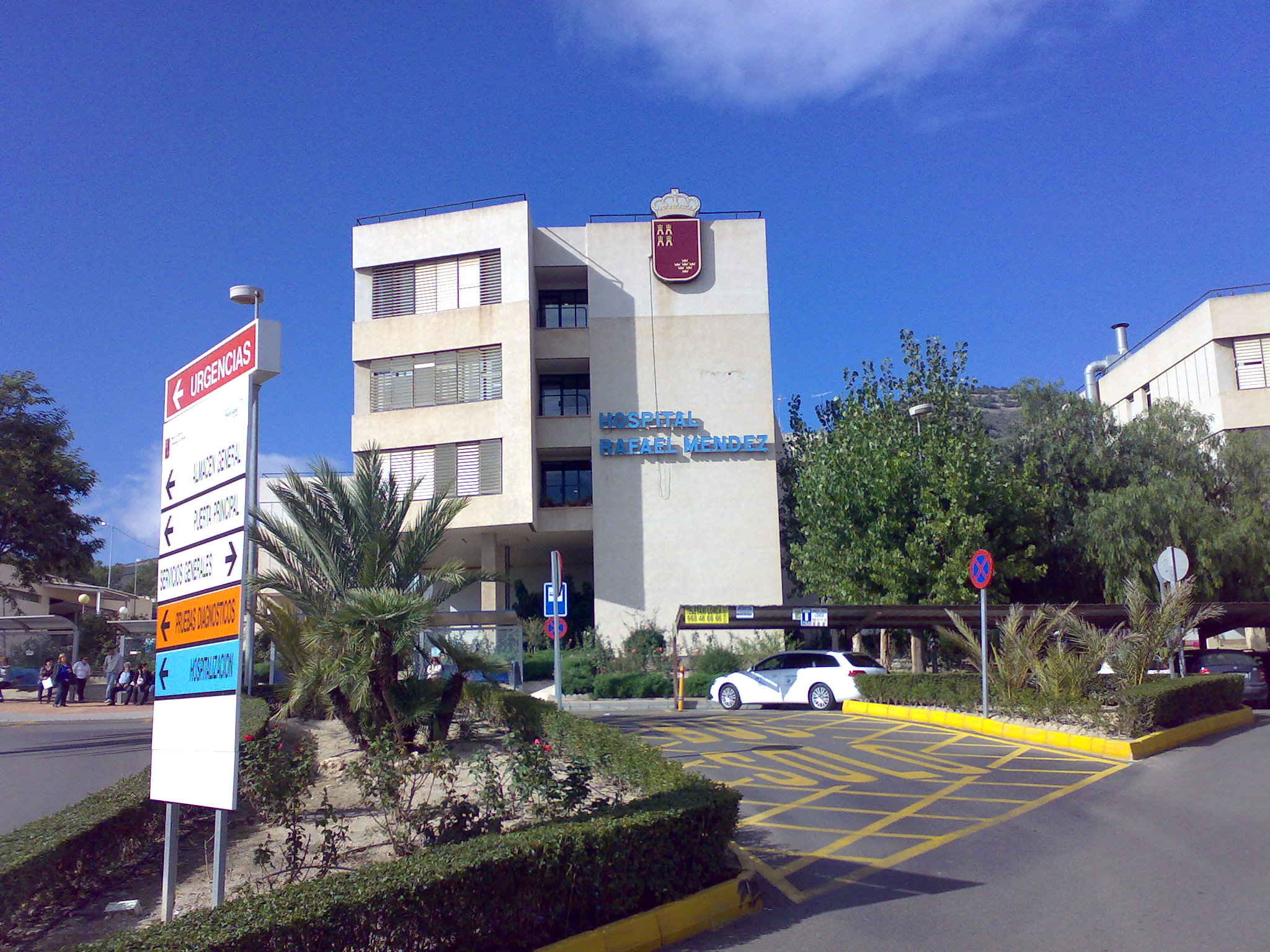
Hospital General Universitario Rafael Méndez

- Consultorio La Campana / Pozo de la Higuera
- Consultorio Aguaderas
- Consultorio Campo López
- Consultorio Avilés
- Consultorio La Hoya
- Consultorio Marchena
- Consultorio Puente La Pía
- Consultorio Purias
- Consultorio Tercia
- Consultorio Consejero
- Consultorio Almendricos

Ambulatorios
- Ambulatorio Santa Rosa de Lima

Hospitales
- Hospital General Universitario Rafael Méndez[54]
- Hospital Virgen del Alcázar

### Agua potable
El abastecimiento de agua potable a todo el término municipal de Lorca lo realiza desde el año 1998 la empresa mixta Aguas de Lorca S.A., dentro de la empresa Aquagest Región de Murcia.
La depuración de aguas residuales se realiza en las Estaciones de Depuración de Aguas Residuales (EDAR), donde se elimina la contaminación del agua, manteniendo así el medio ambiente y la limpieza de los ríos. En Lorca existen tres depuradoras, ubicadas en las pedanías de Zarcilla de Ramos, La Paca y La Hoya. Las aguas residuales que produce la ciudad de Lorca son tratadas en la depuradora de La Hoya. La capacidad total de tratamiento de las tres depuradoras es de 20 473 m³ al día.

### Residuos y limpieza de vías públicas
Limusa (Limpieza Municipal de Lorca S.A.) es una sociedad anónima, de titularidad exclusiva del Ayuntamiento de Lorca. Esta es la responsable de prestar los servicios de recogida domiciliaria de basuras, limpieza viaria, así como limpieza de edificios y centros públicos dependientes del ayuntamiento.
Desde 2003, Limusa es la encargada de la gestión del estacionamiento y aparcamientos públicos, incluidos los limitados y controlados mediante aparatos expendedores en la vía pública, grúa municipal y depósitos de vehículos.

### Electricidad
La distribución de la electricidad en Lorca la realiza la empresa Iberdrola, que además de en Lorca distribuye energía eléctrica en otras muchas ciudades y regiones de España y otros países.
También el Ayuntamiento de Lorca, para promover las energías renovables, facilita la implantación de placas solares, ya que permite instalarlas sin necesidad de presentar proyecto técnico. Las placas solares generan energía eléctrica de hasta 10 kilovatios, y con esta medida el consistorio quiere impulsar a muchos propietarios de viviendas particulares a utilizar esta energía renovable.

### Comunicaciones

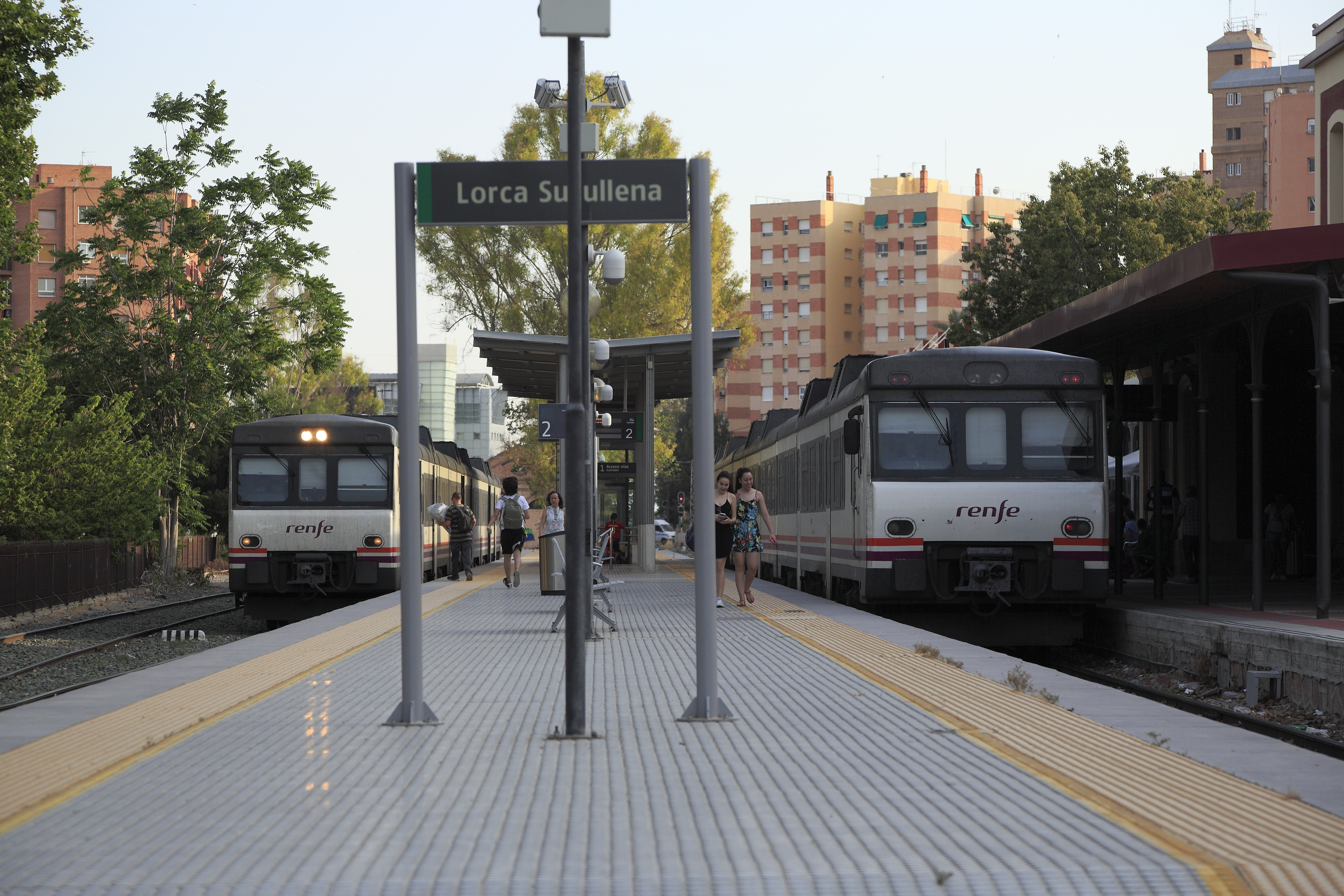
Estación Lorca Sutullena

Lorca cuenta con cuatro estaciones ferroviarias en su término municipal, dos de ellas en su núcleo urbano principal (Lorca-Sutullena y Lorca-San Diego) y las otras dos (Almendricos y La Hoya) en sus respectivas pedanías.
Dispone de una línea de Cercanías de Murcia. La Línea C-2 une Lorca con Totana, Alhama de Murcia, Librilla, Alcantarilla y Murcia; y con Puerto Lumbreras, Pulpí y Águilas, atravesando a su paso una parte de la provincia de Almería en Pulpí. En periodos estivales es muy utilizado para acceder a la playa del Hornillo, en la vecina Águilas.
La estación de Sutullena también dispone de un servicio de largo recorrido, con un Talgo a y desde Barcelona a través de Murcia, Alicante, Valencia, Castellón de la Plana y Tarragona, con servicio diario. También cuenta con un servicio semanal de Intercity con Madrid.
Hasta el año 1985 existía una conexión directa con la ciudad de Granada y el resto de Andalucía Oriental. Era el llamado ferrocarril del Almanzora. En los últimos años, debido al nuevo auge del transporte por ferrocarril, existen planes de la Administración para volver a poner en funcionamiento la línea con transporte de viajeros y mercancías.
Con la nueva línea del Corredor Mediterráneo, Lorca contará con una parada de Alta Velocidad. Será una de las dos únicas paradas, junto con Vera, en el tramo Murcia-Almería.

#### Aeropuertos
El Aeropuerto Internacional de la Región de Murcia, también conocido como Aeropuerto de Corvera, está situado entre las pedanías murcianas de Corvera y Valladolises, a 69,5 kilómetros de Lorca. Desde enero de 2019, fecha de su inauguración, es el único existente en la Región de Murcia que opera vuelos civiles tras quedar para uso exclusivamente militar el Aeropuerto de Murcia-San Javier, que estuvo operativo durante cincuenta años.
El aeródromo posee varias rutas internacionales con diversos países de Europa, tanto en vuelos regulares (ya sean estacionales o anuales) como de vuelos chárter, contando con una ruta nacional. Su principal competidor es el Aeropuerto de Alicante-Elche, de la red de aeropuertos de Aena y situado a 133,7 kilómetros de Lorca.

#### Carreteras
- A-7 (Autovía del Mediterráneo), entre los pK 620 y 645, que comunica a Lorca con Andalucía, Murcia y la Comunidad Valenciana. Su alternativa convencional que atraviesa el casco urbano es la carretera N-340a
- Autovía autonómica RM-11 que comunica con Águilas[60]
- AP-7 (Autopista de peaje del Mediterráneo): conecta Vera con Cartagena
- Carretera regional RM-701, que conecta el casco urbano con la pedanía de La Fuensanta
- Carretera regional RM-711, que conecta el casco urbano con Caravaca de la Cruz
- Carretera regional RM-332, que comunica Mazarrón con la RM-11
- Autovía A-91, que une Puerto Lumbreras con Vélez-Rubio

| Línea | Recorrido                                    |
| ----- | -------------------------------------------- |
| 1     | Apolonia - Hospital                          |
| 2     | Apolonia - Almenara                          |
| 3     | Óvalo - Campillo - Torre del Obispo - Purias |
| 4     | Óvalo - Santa Quiteria                       |
| 7     | Óvalo - Tercia/Marchena                      |
| 8     | Óvalo - Río                                  |
| 9     | Óvalo - Cazalla                              |
| 10    | Óvalo - Polígono                             |

#### Autobús
Lorca cuenta con un servicio de autobuses interurbanos que la unen con otras ciudades como Murcia, Cartagena, Almería, Granada, Madrid o la vecina Águilas, y diferentes rutas que la unen con las principales capitales de España y del continente Europeo. Recibe cada año a más de 600 000 pasajeros. La estación de autobuses se reformó en 2010 y se amplió el edificio (que cuenta con cafetería) y los andenes, y se instalaron paneles digitales. Se encuentra al lado de la estación de ferrocarril de Lorca-Sutullena, en el centro de Lorca, con salida a la avenida Cervantes.
El transporte urbano en Lorca es gestionado por el ayuntamiento, a través de la empresa municipal Limusa, y cuenta con 8 líneas.

#### Taxis
Lorca cuenta con un servicio de taxis, estando agrupados la mayoría de los taxistas en tres cooperativas: Teletaxi-Lorca, Radio-taxi y TaxiLorca. Además hay repartidas varias paradas por la ciudad.

#### Bicicleta
Hasta hace unos años los carriles bici en Lorca eran inexistentes, pero en los últimos tiempos la red de carriles bici en Lorca ha ido creciendo y ampliándose.
El carril bici de La Torrecilla se extiende desde el barrio de San Antonio hasta el polígono de Saprelorca, y mide unos cinco kilómetros y medio (5627 m). Después de su construcción, este carril bici recibió muchas críticas por parte de los vecinos de la zona, ya que su creación había hecho desaparecer el arcén de la carretera, por la cual circulan vehículos de emergencia al conectar esta el hospital y el parque de bomberos con la ciudad. También ha sufrido actos de vandalismo y sabotaje apareciendo chinchetas, cristales o aceites.
Ya en el casco urbano existen algunas ciclocalles, como la ciclocalle de Lope Gisbert y la de la carretera de Granada que conecta con el mencionado carril bici de La Torrecilla. El ayuntamiento tiene previsto construir una red de carriles bici que conecten todos los barrios de Lorca, además de estudiar la conversión de algunas calles de la ciudad en ciclocalles.
El último carril en inaugurarse ha sido el carril bici de Cazalla, que es el más largo de Lorca (5718 m).

## Personas notables

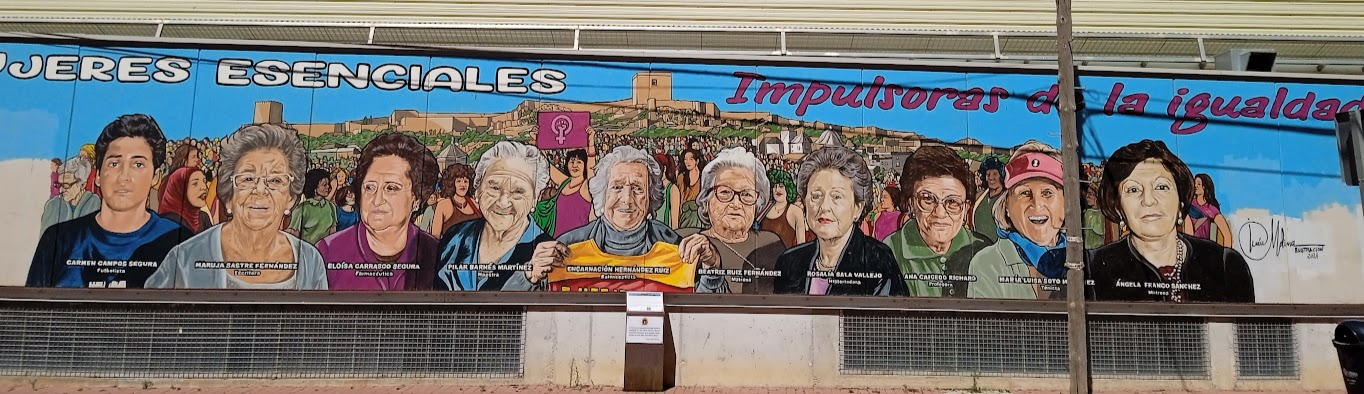
Mural de Iván Molina homenaje a las mujeres de Lorca

## Ciudades hermanadas
- Vera, España (1988)[71]
- Molins de Rey, España (1993)[72]
- Saint Fons, Francia[73]
- Mauguio, Francia[74]
- Wilaya del Aaiún, Campos de Refugiados de Tinduf[75]
- Adissan, Francia (2016)[76]
- Huércal-Overa, España (2019)[77]
- Vias, Francia (2023)[78]
- Baza, España (2023)[79]
- Serón, España (2023)[79]